# Maina (penisola)

Una delle prime bandiere della Grecia liberata, diffusa nella Maina, con sovrascritto il motto che la tradizione riferisce alle donne spartane: (Vittoria o morte - col tuo scudo o su di esso)

La Maina (Μάνη, Máni in greco) è una sub-regione geografica e culturale della Grecia, che occupa la penisola centrale delle tre che si estendono verso sud dal Peloponneso, nella Grecia meridionale. La penisola è ironicamente e popolarmente detta in Grecia "il dito medio".
La penisola forma la continuazione della catena montuosa del Taigeto, la spina centrale del Peloponneso, che si estende fra il Golfo di Laconia, a est, e quello di Messenia, a ovest.
L'insediamento umano nella penisola è sparso in centri abitati molto piccoli e isolati, il più importante dei quali è storicamente Areopoli, tradizionalmente considerata la capitale della Maina, mentre l'abitato più popoloso è oggi Gytheio, porto principale della regione.
La comunità che vi è insediata prende il nome di Manioti (Mανιάτες, Maniátes, in greco) ed è nota per una lunga storia di fiera autonomia e di forte attaccamento alla cultura spartana e in generale alla cultura greca antica (è considerata la sub-cultura greca più simile a quella antica). Sia le tradizioni che il sentimento comunitario riconducono alla permanenza dell'elemento dorico nell'"ethos" locale, testimoniato anche dalla peculiarità dialettali. Fu l'ultima parte della Grecia a convertirsi al cristianesimo, rimanendo strenuamente fedele alla religione pagana greca fino al 900 d.C. Peraltro la regione è oggi una delle aree della Grecia maggiormente interessate dal fenomeno della "rinascita" pagana.

## Geografia

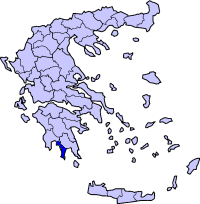
La Penisola della Maina nel Peloponneso

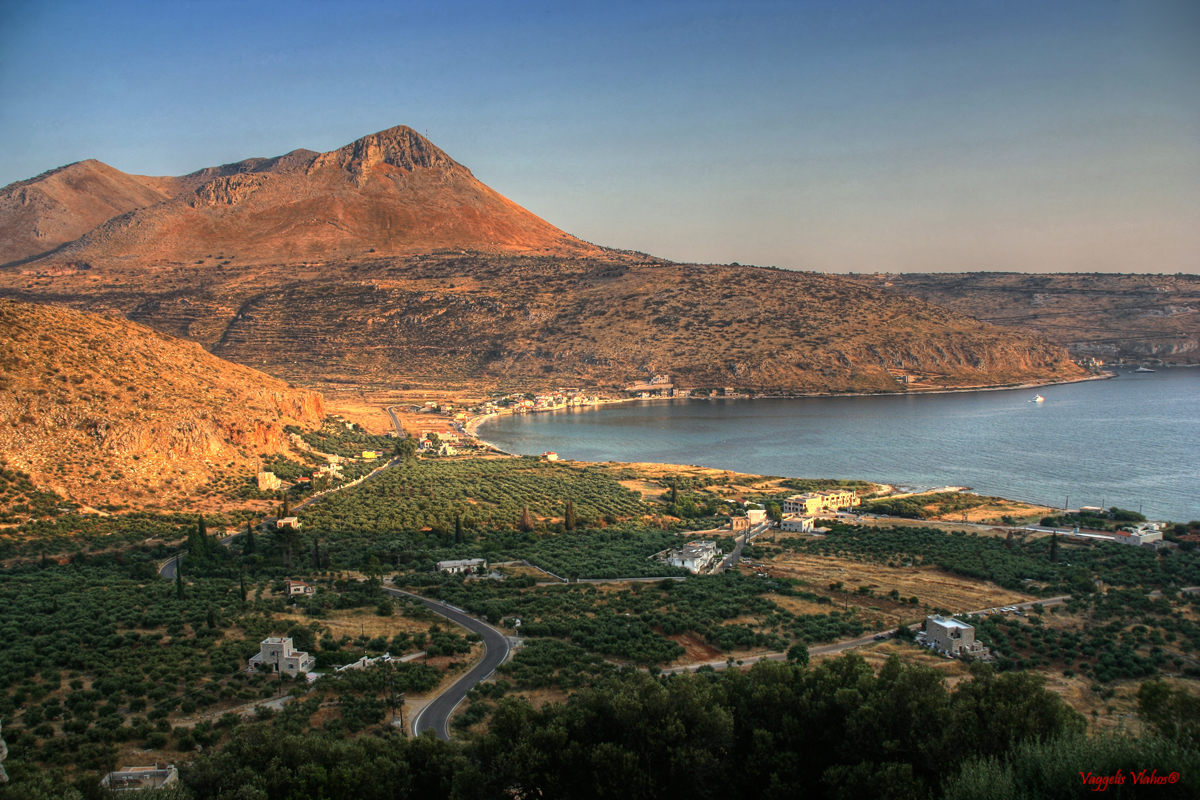
Classico paesaggio maniota (Katò Mani, Laconia, costa orientale)

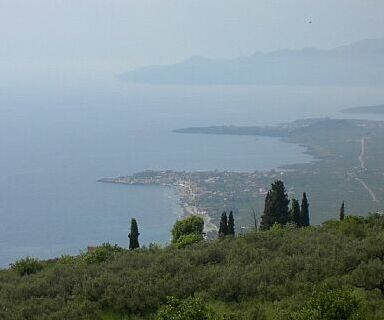
Paesaggio maniota (Exo Mani, Messenia, costa occidentale

La penisola della Maina, che si dirama dalla catena montuosa del Taigeto (2.400 m di altitudine s.l.m.) e dai suoi contrafforti verso Mezzogiorno, ha inizio a sud della città di Calamata e finisce nel mar Ionio con il promontorio detto Capo Matapan (o Capo Tenaro). Quest'ultimo si trova a una latitudine più meridionale della città di Tunisi ed è, dopo Tarifa (Spagna), la punta continentale più meridionale d'Europa.
Il territorio è montagnoso e inaccessibile. Si pensa che il nome "Mani" abbia il significato originario di "secco" o "privo di alberi". Fino a tempi recenti molti villaggi potevano essere raggiunti soltanto via mare. Oggi una strada stretta e tortuosa si estende lungo la costa occidentale da Calamata ad Areopoli, quindi punta verso sud fino al Capo Matapan e infine gira a nord per raggiungere Gytheio.
La penisola è amministrativamente, ma anche storicamente, suddivisa in due parti: la Maina “esterna” e quella “interna”: la prima appartiene alla Messenia, mentre la seconda alla regione storica della Laconia, oggi distinte unità periferiche della regione del Peloponneso. Nell'età classica, invece, l'intera Maina rientrava nella Laconia dominata da Sparta, alla cui eredità ancora oggi i Mainoti si ricollegano culturalmente.
Dopo la riforma amministrativa detta piano Kallikratis in vigore dal gennaio 2011 che ha abolito le prefetture e accorpato numerosi comuni, la Maina “esterna” costituisce il comune di Dytiki Mani (in greco Δυτική Μάνη, ovvero Maina Occidentale), con 6.658 abitanti secondo i dati del censimento 2001, e superficie di 403 km²; mentre la Maina “interna” rientra nel Comune di Anatoliki Mani (in greco Ανατολική Μάνη, ovvero Maina Orientale), con popolazione di 14.308 abitanti secondo i dati del censimento 2001 e superficie di 619 km².
La Maina storica, pertanto, ha una superficie complessiva di 1.022 km² e una popolazione totale di 21.066 abitanti.
La Maina Orientale, o Esterna, è più piovosa della Maina occidentale, o Interna, e per questa ragione la prima è popolarmente detta anche aposkiaderi, espressione locale che significa “ombrosa”, mentre la seconda è popolarmente chiamata prosiliaki, che significa “soleggiata”.
Molti cognomi della Maina Orientale, o Esterna, terminano con il suffisso -éas, mentre il suffisso tipico dei cognomi della Maina occidentale, o Interna, è -ákos; altro suffisso tipico della Maina è -óggonas, una corruzione dell'originario éggonos, "nipote" (di nonno).
Alla divisione tradizionale in due territori, oggi consacrata dalla distribuzione della Maina nei due comuni di Anatoliki Mani e Dytiki Mani, se ne giustappone una, più antica, che ripartisce la regione in tre aree:
- Exo Mani (Έξω Μάνη) o Maina Esterna nel nordest (oggi rientrante nel comune di Anatoliki Mani);
- Kato Mani (Κάτω Μάνη) o Maina Inferiore a est (oggi rientrante nel comune di Dytiki Mani);
- Mesa Mani (Μέσα Μάνη) o Maina Interna, a sudest (oggi rientrante nel comune di Anatoliki Mani).

In alcune descrizioni appare anche una quarta suddivisione, denominata Vardounia (Βαρδούνια) nel nord, corrispondente al soppresso comune di Smynos, che la riforma amministrativa detta piano Kallikratis ha ricompreso nel comune di Anatoliki Mani.

## Storia

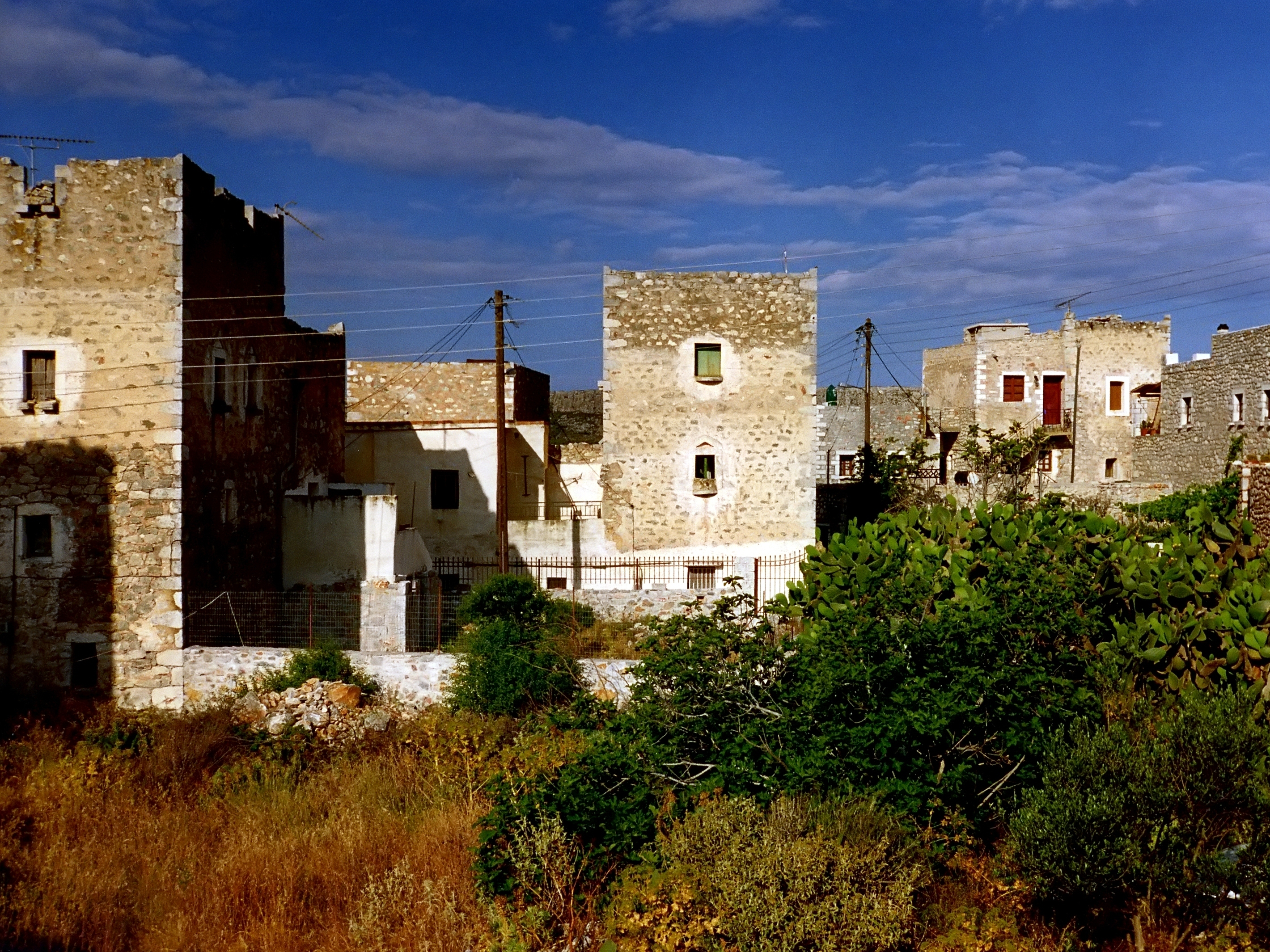
Torri abitate nella Maina

La poco accessibile penisola della Maina è stata caratterizzata, nel corso della sua storia, dall'autonomia rispetto alle potenze vicine e da peculiari forme di cultura. Il cristianesimo, per esempio, vi giunse tardi rispetto al resto del Peloponneso, mettendovi radici soltanto nel IX secolo, sebbene esistessero già in precedenza alcune chiese in luoghi fortificati. Anche per la persistenza di credenze pagane (e forse criptogiudaiche) il Mani era contraddistinto da una notevolissima tradizione folkloristica di spiriti, demoni, centauri, vampiri, nereidi, e altri miti paganeggianti o sincreticamente accolti nella religiosità popolare ortodossa.
La Maina, inoltre, grazie alla sua impraticabilità costituì fino al XX secolo un luogo di rifugio per molti Greci e occidentali riottosi al dominio dell'Impero ottomano. Vi si stanziarono infatti popolazioni greco-bizantine, franco-greche e veneto-cretesi dopo la conquista turca delle loro terre, incluse le loro aristocrazie, i cui membri nel Mani vennero denominati nikliani. Questi "nobili", spesso molto poveri, decaduti e dediti a pratiche di pirateria e brigantaggio, vivevano in case torri e formarono complesse strutture claniche, sovente impegnate in faide. Si consideravano socialmente superiori alla "plebe" anche se spesso ne condividevano le professioni e lo stile di vita, e se ne differenziavano soltanto per il diritto di vivere in case torri e di ornare i loro tetti con tegole di marmo. Anche se spesso semi-analfabete e prive di un'accurata registrazione genealogica vantavano origini che risalivano fino alle dinastie dei Paleologhi o dei Commeno e delle altre grandi dinastie imperiali bizantine e dei duchi franco-greci convertiti all'ortodossia. Si tratta di una delle pochissime tracce di aristocrazia tradizionale rimaste in Grecia dopo il dominio turco, e in effetti tutta l'altra "nobiltà" medievale-moderna greca ha origine nella nobiltà franca e crociata o dal patriziato italiano (veneziano, soprattutto nelle isole Jonie e a Creta, genovese nell'arcipelago), oppure trattasi di “nobiltà di cappa” fanariota ovvero discende da quella nobiltà bizantina che accettò la supremazia turca e continuò a vivere a Costantinopoli, sul Danubio e in Asia Minore.
A nessuna delle “potenze occupanti” riuscì, nel corso dei secoli, di sottomettere i manioti: essi rimasero sempre liberi, selvaggi, imprevedibili e in perenne lite fra di loro. Faide famigliari durate generazioni segnarono la loro impronta sui manioti, così come rivolte e pratiche piratesche e di grande brigantaggio ai danni dei mercanti soprattutto turchi e sudditi dell'impero ottomano (armeni, ebrei di Salonicco, siro-libanesi): fu proprio da questa regione che ebbe gli inizi il movimento di liberazione dei greci dal giogo turco che durava da quattro secoli.

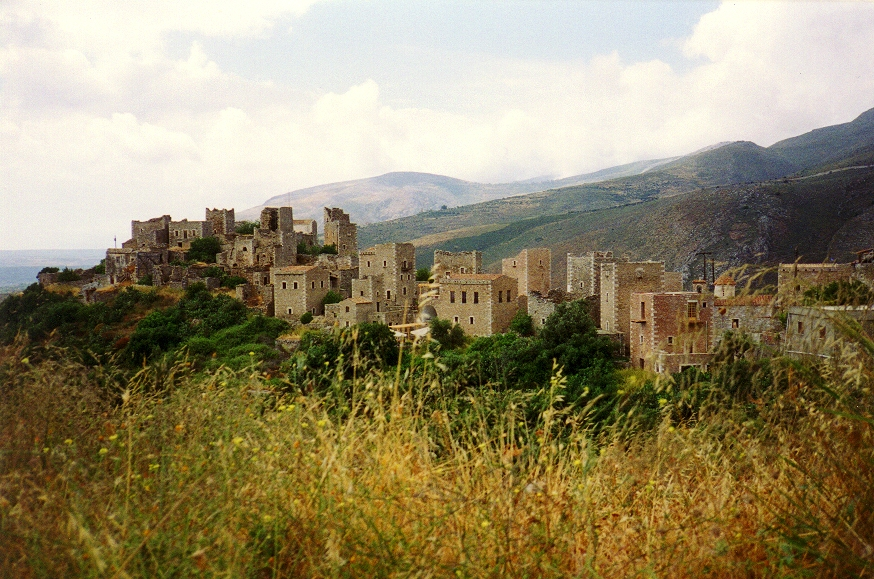
Il villaggio fortificato di Vatheia e le sue case-torri

Del resto dal XVIII secolo in poi i Turchi avevano rinunciato al controllo diretto del Mani, eccetto un paio di fortezze, demandandolo a un “bey” scelto tra le famiglie locali (mai tramandato di padre in figlio), che governava in maniera semi indipendente, o talvolta completamente indipendente e ribelle. Assieme alle isole Jonie e al monte Athos il Mani, dunque, era l'unica parte della Grecia che si situava al di fuori del diretto controllo ottomano. La fiera difesa della propria autonomia da parte dei Manioti è stata spesso ricondotta alle loro lontane origini spartane ed era rappresentata, anche visivamente, dalle tipiche “case-torri” medievali che costellano ancora oggi il paesaggio urbano locale e dalle quali i clan familiari nei quali erano organizzati si difendevano contro gli Ottomani e i Crociati o si attaccavano fra loro in occasione delle molte guerre tribali.
Il tema della discendenza dagli antichi Spartiati ha accompagnato la definizione dei Manioti per gran parte della loro storia, come attestato da Napoleone Bonaparte, che si riferiva loro come "Discendenti di Sparta", o da Theodoros Kolokotronis (leader della Guerra di Indipendenza greca) che li chiamava "Gli Spartani".
Nei primi secoli dell'Età Moderna, i Manioti furono anche famigerati pirati, e il porto di Oitylo ebbe il soprannome ironico di Grande Algeri.

### Le origini: Periodo miceneo

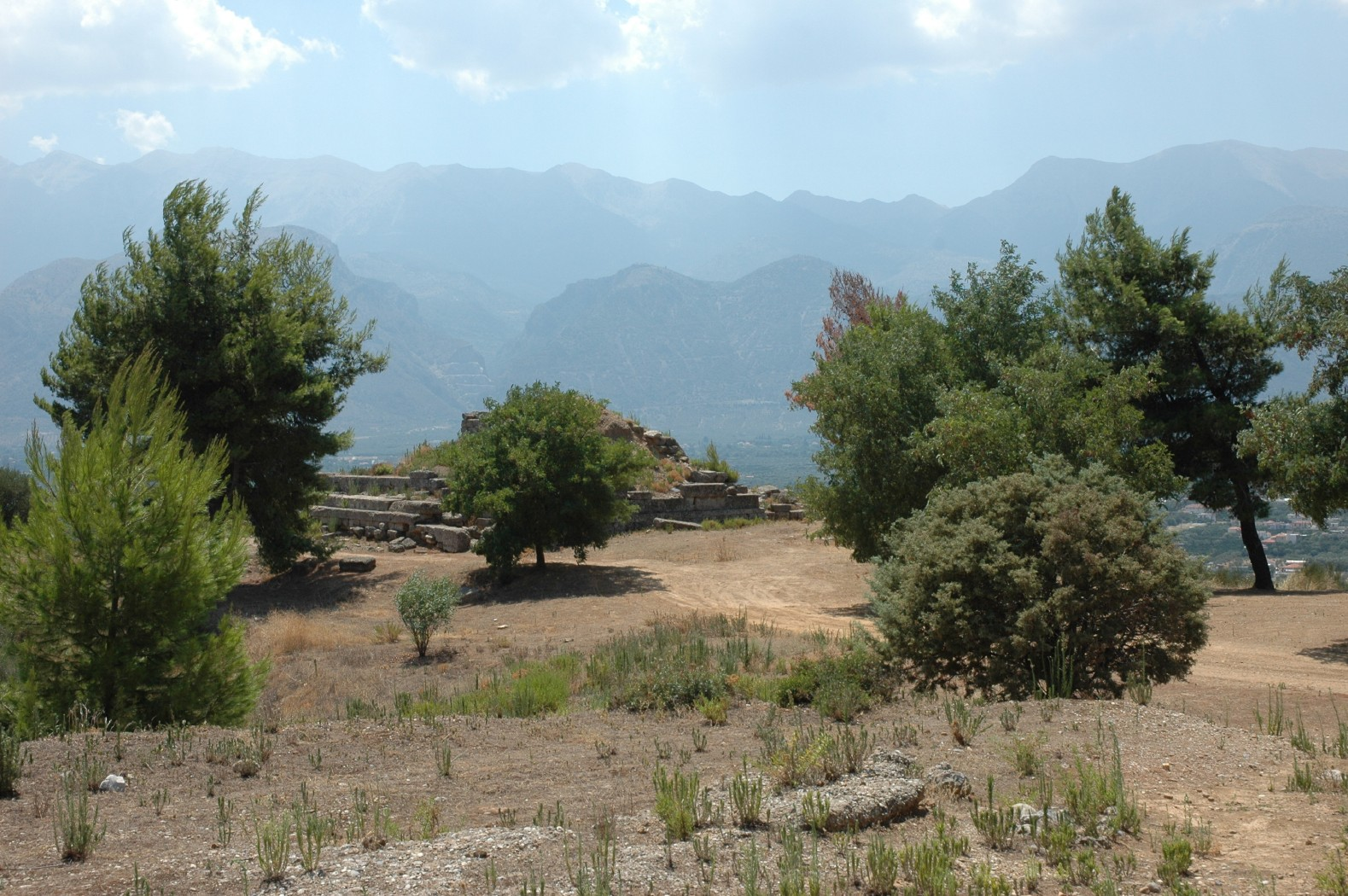
Il Menelaion, a Sparta

Omero, nel "Catalogo delle navi" contenuto nel Secondo Libro dell'Iliade menziona le città della Maina: Messi (Mezapos), Oetylus (Oitylo), Kardamili (o Skardamoula), Gerenia, Teuthone (Kotronas), e Las (Passavas).
Sotto i Micenei, la Maina ebbe la sua prima fioritura e un famoso tempio dedicato ad Apollo fu costruito sul Capo Tenaro. Il tempio era di tale importanza da rivaleggiare con il complesso sacro di Delfi che era allora dedicato a Poseidone. Alla fine, il tempio di Tenaro fu dedicato a Poseidone e quello di Delfi, notoriamente, ad Apollo. Secondo la leggenda, vi era una caverna, nei pressi del Tenaro, che conduceva all'Ade. La Maina appare anche in altri racconti mitologici, come quello famosissimo di Elena di Troia la quale avrebbe trascorso la sua prima notte con il rapitore Paride sull'isoletta di Cranae, al largo della costa di Gytheio.
Durante il XII secolo a.C., i Dori invasero la Laconia e si insediarono, originariamente, a Sparta, ma ben presto cominciarono a espandere il loro territorio, e intorno all'800 a.C. occuparono la Maina con tutto il resto della Laconia. I Manioti furono ascritti fra i Perieci.
Nello stesso periodo, i Fenici giunsero nella Maina e stabilirono una loro colonia a Gytheio, che costituiva una buona base per la raccolta della murex, la conchiglia marina usata per la produzione della porpora, di cui era ricco il Golfo di Laconia.

### Età classica

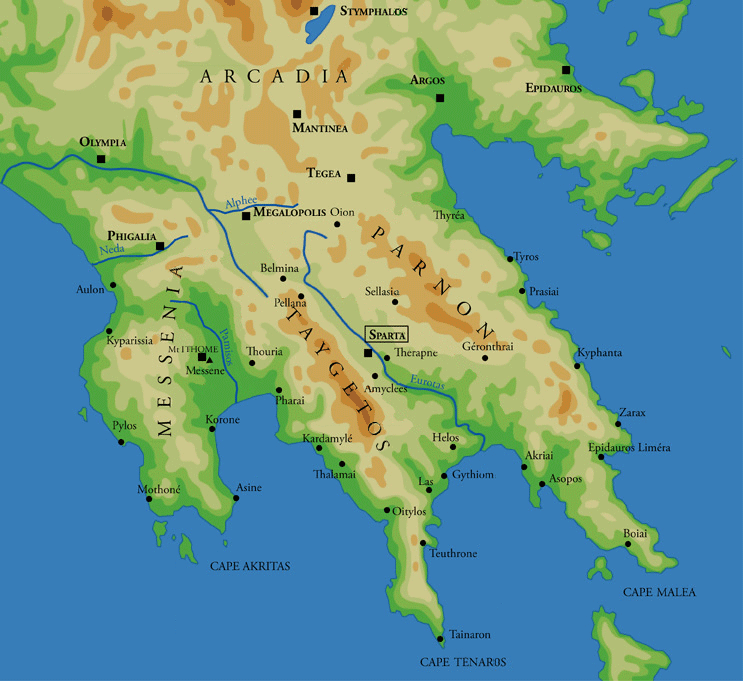
La Maina e la Laconia nell'Età classica

Mentre gli Spartani governavano la Maina, Tenaro divenne un importante luogo di riunione per i mercenari
Gytheio divenne un porto di primario rilievo per Sparta, da cui dista soltanto 27 chilometri (17 miglia).
Nel 455 a.C., durante la prima guerra del Peloponneso, fu assediato e catturato dall'ammiraglio ateniese Tolmide, con 50 triremi e 4.000 opliti. La città e i moli vennero ricostruiti e nella tarda guerra del Peloponneso e Gytheio divenne il primo cantiere navale per la nuova flotta spartana. La leadership spartana sul Peloponneso ebbe una brusca battuta d'arresto nel 371 a.C., quando i Tebani condotti da Epaminonda li sconfissero nella Leuttra. I Tebani, durante la campagna per la sottomissione della Laconia, conquistarono Gytheio dopo un assedio di tre giorni, ma la mantennero per poco, e alla fine furono cacciati da una unità d'élite composta da 100 Spartiati.

### Età ellenistica

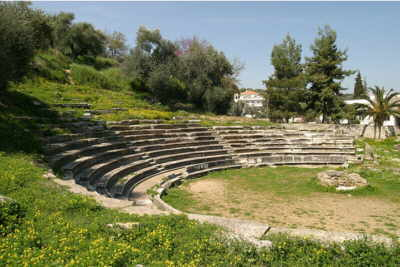
Teatro Antico in rovina di Gytheio

Nel periodo ellenistico la Maina rimase sotto il controllo degli Spartani. I Macedoni, sotto il comando di Filippo V di Macedonia invasero la Maina e la Laconia nel 219 a.C.-218 a.C. e assediarono senza successo Gytheio, Las e Asine. Quando Nabide salì al trono di Sparta nel 207 a.C., introdusse alcune limitate riforme in senso democratico, ampliando notevolmente la base degli Spartiati, ormai ridotti a poco più di un centinaio di unità. Fra l'altro, il nuovo re rafforzò Gytheio facendone un porto e un arsenale di prima grandezza.
Nel 195 a.C., durante la guerra laconica, la Repubblica romana e la Lega achea, con il supporto di un contingente misto fornito dal Regno di Pergamo e da Rodi, prese Gytheio dopo un lungo assedio. Gli alleati giunsero ad assediare la stessa Sparta, e costrinsero Nabide ad arrendersi. Fra le clausole del trattato vi era l'imposizione dell'autonomia di Gytheio e di altri villaggi perieci, fra i quali molti insediamenti costieri della Maina. Questi fondarono la Lega dei Laconi liberi, con capitale in Gytheio, sotto la protezione della Lega achea. Nabide, certo non contento della perdita del controllo diretto sulla Maina, ricostruì una flotta e rinforzò l'esercito, per muovere contro Gytheio nel 192 a.C. L'esercito e la flotta della Lega achea, sotto il commando di Filopemene, provarono a liberare la città dall'assedio, ma furono sbaragliati appena fuori Gytheio, e costretti a ripiegare verso Tegea. Lo stesso anno, una flotta romana sotto il comando di Atilius provò a riprendere Gytheio. Nabide fu ucciso e Sparta entrò a far parte della Lega achea. Tuttavia, gli Spartani, in cerca di un porto, presero Las. Gli altri stati membri della Lega achea risposero assediando Sparta e costringendola a mutare le proprie leggi.

### Età romana

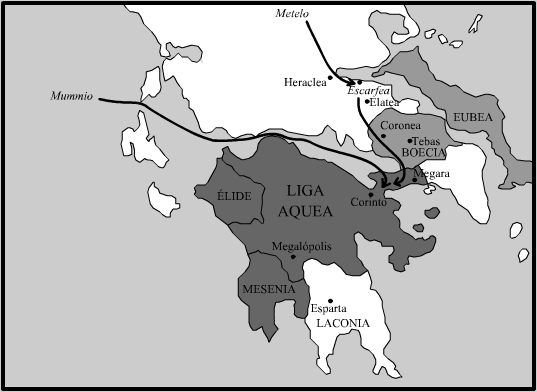
La guerra acaica e la battaglia di Corinto

I Manioti vissero in pace fin dal 146 a.C., anno della battaglia di Corinto, il conflitto che si concluse con la distruzione di Corinto da parte dell'esercito romano comandato da Lucio Mummio Acaico e con l'annessione della Lega achea da parte della Repubblica romana. Anche se i Romani conquistarono tutto il Peloponneso, alla Lega dei Laconi liberi fu consentito di mantenere una relativa indipendenza in condizioni di forte autonomia locale.
Successivamente i Manioti subirono incursioni dei pirati Cretesi e della Cilicia che danneggiarono, fra l'altro, il Tempio di Poseidone al Tenaro. La regione fu liberate dai pirati a seguito delle campagne militari appositamente intraprese da Pompeo il Grande. Probabilmente per gratitudine, I Manioti fornirono a Pompeo contingenti di arcieri nelle sue battaglie contro Giulio Cesare durante la guerra civile romana (49-45 a.C.).
Durante la guerra civile romana (44-31 a.C.), nella sua fase finale (32-30 a.C.), i Manioti e i Laconi assistettero Ottaviano Augusto fornendo truppe per la marina. Augusto sconfisse Marco Antonio e Cleopatra VII nella battaglia di Azio (il 2 settembre del 31 a.C.) e per gratitudine visitò Psammathous e riconobbe ufficialmente l'autonomia della Comunità Maniota, che divenne una sorta di territorio semi-indipendente. Era l'inizio dell'Età d'oro della Maina.
La Maina fiorì sotto i Romani. La Comunità (Koinon) consisteva di 24 città (poi 18), delle quali Gytheio rimaneva la più importante. Tuttavia altre parti della Maina restavano sotto l'altra unità territoriale semi-indipendente di Sparta: in particolare i centri abitati di Asine e Kardamyli. La Maina tornò a essere un centro di rilievo per la fabbricazione della tintura di porpora, che era molto richiesta a Roma, così come era anche nota per l'estrazione di Porfido rosso antico. Las Passavas è ricordata come un'importante città romana, con bagni e ginnasio.
Pausania il Periegeta ci ha lasciato una descrizione della città di Gytheio all'epoca dell'Imperatore Marco Aurelio (161-180). L'Agorà, l'Acropoli, l'Isola di Cranae (Marathonisi), dove secondo la leggenda Paride aveva celebrato le sue nozze dopo aver rapito a Sparta Elena, prima di salpare definitivamente verso Troia, il Migonium o recinto di Afrodite Migonitide, e il colle Larysium (Koumaro) che si erge alle spalle dell'abitato. Oggi I maggiori resti archeologici sono da ricondurre all'età romana, e sono stati – in parte – sommersi dal mare.
La Comunità (Koinon) rimase semi-indipendente fino alle riforme territoriali di Diocleziano, nel 297.
Con le Invasioni barbariche la Maina divenne un rifugio sicuro per i profughi di altre aree dell'Impero. Nel 375, un forte terremoto devastò Gytheio.

### Età tardoimperiale
Il 17 gennaio 395, Teodosio I, che per l'ultima volta nella storia aveva riunito l'Impero Romano sotto il suo controllo, morì. Il figlio maggiore Arcadio gli succedette sul trono dell'Impero Romano d'Oriente, del quale la Maina divenne definitivamente parte.
Fra il 395 e il 397, Alarico I e i suoi Visigoti presero il Peloponneso e distrussero ciò che rimaneva di Giteo. Alarico sottomise anche le città più importanti: Corinto, Argo, e Sparta. Fu alla fine sconfitto dal generale Stilicone e riattraversò il golfo di Corinto verso Nord.
Nel 468 Genserico, re dei Vandali, tentò di sottomettere la Maina con lo scopo di farne una base per le razzie e la conquista di tutto il Peloponneso. La sua flotta provò a prendere terra a Kenipoli, ma gli stessi abitanti aggredirono i contingenti appena sbarcati e li costrinsero a ritirarsi, con una prima dimostrazione storica della proverbiale fierezza dei Manioti.
Qualche decennio più tardi, il famoso generale bizantino Belisario, sulla via per la sua vittoriosa campagna contro il Regno dei Vandali (che avrebbe riconquistato restituendo all'Impero la Prefettura d’Africa), si fermò a Kenipoli per donare rifornimenti e onorare la vittoria dei Kenipolitani, fra i quali reclutò anche alcuni soldati.
Secondo Greenhalgh e Eliopoulos, nel 590, gli Avari (scesi nella Grecia meridionale con gli Slavi) invasero e occuparono gran parte del Peloponneso occidentale. Tuttavia non vi sono riscontri archeologici della loro presenza nel Peloponneso prima della fine del VI secolo. Peraltro, le tracce della presenza slava nella Grecia peninsulare sono comunque molto rare.

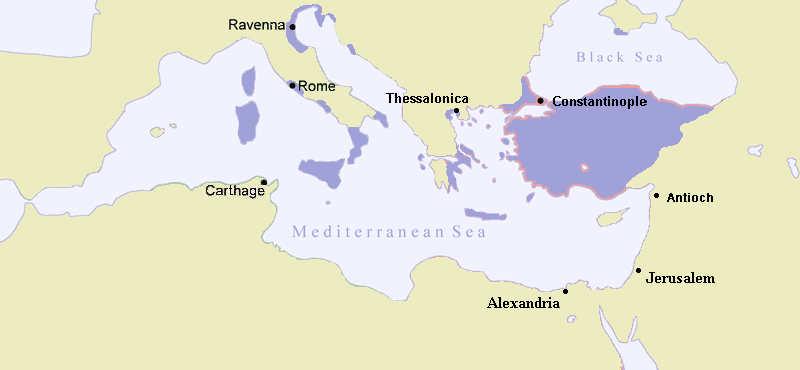
Mappa dell'Impero bizantino che mostra la Maina ed il Peloponneso orientale come parte dell'Impero (mentre la restante parte della regione è temporaneamente occupata dagli invasori slavi), nel 717.

### Età bizantina

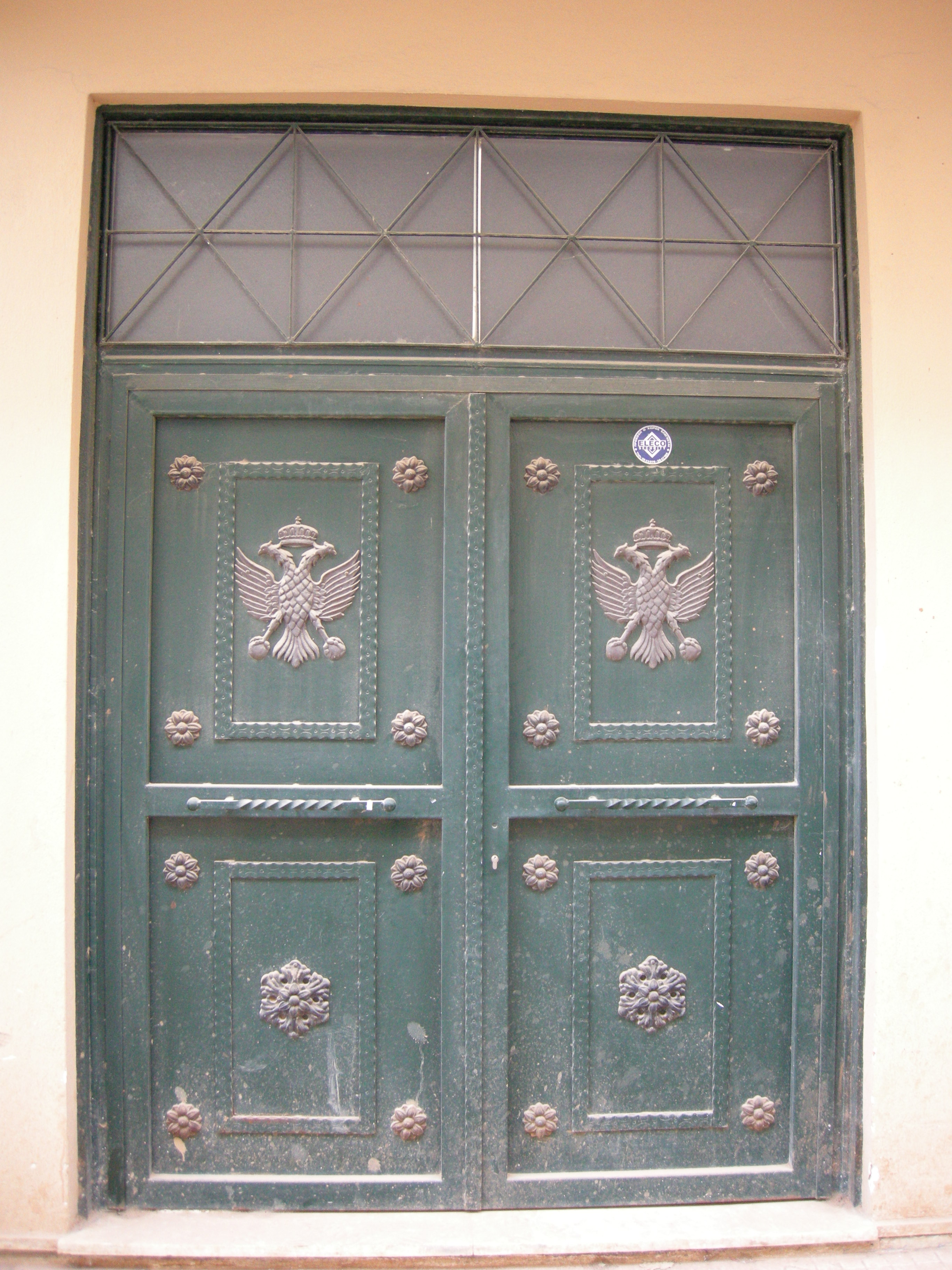
Una caratteristica porta con il simbolo dell'Aquila bicipite bizantina a Gytheio

Nella generale scarsezza di fonti dirette sulla Maina, spicca la vivida descrizione che ne fa Costantino VII Porfirogenito nel De administrando imperio:
"Sia noto che gli abitanti della Maina non appartengono alla stirpe dei predetti Slavi ma a quella dei più antichi Romei, che fino ai tempi presenti sono definiti Elleni dai locali in considerazione del loro essere stati in tempi antichi idolatri e adoratori di idoli come gli antichi Greci, e che furono battezzati e divennero Cristiani durante il Regno del glorioso Basilio. Il posto in cui vivono è privo di acqua e inaccessibile, ma ha olivi dai quali essi traggono qualche consolazione."
Nel brano appare per la prima volta il nome “Maina” per la regione, e da esso si apprende che i Manioti furono cristianizzati definitivamente soltanto nel IX secolo. Tuttavia alcuni resti archeologici di chiese cristiane risalenti al IV secolo dimostrano che il Cristianesimo era in attività già in tempi molto più antichi. In ogni caso sembra di poter affermare che, in base alle fonti disponibili, i Manioti sono stati gli ultimi abitanti della Grecia a seguire apertamente la Religione greca antica. Ciò può essere facilmente spiegato con la natura montagnosa della regione, che rendeva i luoghi inaccessibili e adatti a ospitare coloro i quali non si convertirono nel X-XI secolo. La circostanza della lunga permanenza dei culti ellenici politeisti, tuttavia, accresce la percezione dei Manioti come eredi culturali diretti della tradizione greco-spartana, nonché della resistenza della Religione greca al Cristianesimo. D'ora in poi la Maina pur essendo cristiana, avrà sempre una certa simpatica verso la cultura greca antica e soprattutto verso la Religione greca, come si è dimostrato nella sua recente "rinascita" essendo il probabile centro dove la rinascita è più popolare di tutta la Grecia.

### Sotto il Principato di Acaia

Armi del Principato di Acaia

Durante la Quarta crociata (1201–1204), i Crociati presero e devastarono Costantinopoli. L'Impero Bizantino si frantumò in diverse entità statali fondate dai vincitori Latini e dai superstiti Greci. Tra questi, i più importanti erano Despotato d'Epiro, l'Impero Latino di Costantinopoli, l'Impero di Nicea, e l'Impero di Trebisonda, che produssero imperatori o aspiranti tali in lizza fra loro per il controllo dell'intera eredità bizantina, compresi gli altri stati semi-indipendenti in cui era stata divisa la restante parte del vecchio Impero Bizantino o che andavano emergendo nell'area. Guglielmo di Champlitte e Goffredo di Villehardouin sconfissero I Greci peloponnesiaci nella Battaglia dell’Oliveto di Koundouros (1205), e il Peloponneso divenne il Principato di Acaia. Nel 1210, la Maina fu infeudata al Barone Giovanni de Neuilly come signore ereditario, e costruì il Castello di Passavas sulle rovine dell'antica Las. Il Castello occupava una posizione strategica, controllando l'importante passo fra Gytheio e Oitylo e conteneva le eventuali scorribande dei Manioti.
I Manioti, tuttavia, non erano facili da contenere, e non erano neppure la sola minaccia per l'occupazione Franca del Peloponneso. I Melengi, una tribù Slava da secoli stanziata sul Taigeto, minacciava la Laconia da ovest, e sulla costa est gli Tsaconi ugualmente resistevano ai Franchi. Nel 1249, Guglielmo II di Villehardouin, si mosse contro queste minacce. Egli usò l'appena presa fortezza di Monemvasia per controllare la Tsaconia e costruì la città fortificata di Mistrà alle falde del Taygeto, in posizione dominante sull'antica Sparta e sulla sua pianura per contenere i Melengi. Per meglio contrastare le incursioni dei Manioti costruì il Castello su Grand Magne, che probabilmente si può identificare nel fortilizio di Tigani. Esso è descritto come un pauroso sperone roccioso. Un vescovo latino insediato nella Maina negli anni '50 del XIII secolo. Nel 1259, Il vescovo fu catturato durante la Battaglia di Pelagonia dalle forze del rinnovato Impero Bizantino sotto la leadership di Nicea.

### Sotto il Despotato di Morea
Il 25 luglio 1261, i Bizantini condotti da Michele VIII Paleologo ripresero Costantinopoli. Nel Peloponneso Guglielmo II di Villehardouin fu lasciato libero, ma a condizione di consegnare le fortezze di Grand Magne, Mistrà, Gerontre e Monemvasia, nonché di consegnare ostaggi del rango di Lady Margaret, Baronessa di Passavas. Con l'uscita dei Franchi dalla Laconia, i Manioti vissero in pace sotto il Despotato di Morea, unità locale del nuovo Impero Bizantino, dal quale vennero nominati i despoti che governavano la provincia. Questa situazione di pace avrebbe avuto fine con I primi attacchi dei Turchi Ottomani al Peloponneso.

Despotato di Morea, c. 1450

Sembra che la Maina sia stata dominata in quegli anni dal clan dei Nikliani, rifugiatasi nella regione dalla città di Nikli.
Nel secondo periodo bizantino della Maina, si formarono quattro caste nella popolazione locale: i Nikliani, i Megalogenites, gli Achamnomeri e i Fameyi.
I Nikliani erano gli abitanti della città di Nikli rifugiatisi nella Maina dopo il saccheggio della loro dimora originaria per opera dell'imperatore bizantino Andronico II Paleologo. Kyriakos Kassis sostiene che i Nikliani fossero all'inizio una famiglia, mentre Patrick Leigh Fermor li identifica più generalmente con gli abitanti di Nykli. I Nikliani erano la potente aristocrazia che incominciò a costruire castelli e case-torri nella Maina.
I Megalogenites (cioè "ben nati"), erano rifugiati da diverse parti della Grecia provenienti da famiglie potenti e conosciute, come le dinastie imperiali dei Commeni e dei Palaeologi, ma anche dei Latriani (o Medici) e altre. Perlopiù ignoravano le leggi tribali dei Nikliani o provavano a vivere in armonia con esse. Anche i Megalogenites costruivano case-torri come i Nikliani.
Gli Achamnormeri erano la classe media dei Manioti. Dai diritti ridotti rispetto alle prime due classi, essi potevano costruire case-torri meno alte e di materiali meno nobili del marmo e della pietra. Erano comunque proprietari di terre e spettava loro una porzione dei beni comuni come la piccola cacciagione, il sale, e il pesce. Avevano libertà di movimento e mezzi di produzione. Secondo il costume locale, una costruzione di torre riuscita durante la notte ne comportava la promozione sociale, sempre che non fosse contrastata con successo dai vicini.
I Fameyi erano l'ultima casta. Non avevano proprietà ed erano forza lavoro non qualificata; si possono paragonare ai servi della gleba dell'Europa occidentale. Potevano ottenere l'emancipazione e diventare Achamnormeri.

### La conquista ottomana

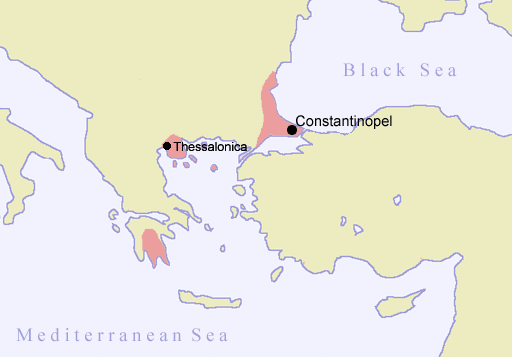
Gli ultimi anni dell'Impero bizantino

Dopo la Caduta di Costantinopoli, conquistata il 29 maggio 1453 dal Sultano Ottomano Maometto II, la Maina rimase sotto il controllo del Despotato di Morea per alcuni anni, fin quando, nel 1460, Mehmet occupò anche il Peloponneso, travolgendo le difese passive dell'Hexamilion (la muraglia costruita dai Bizantini di Morea lungo l'Istmo di Corinto). Negli anni intercorrenti fra la Caduta di Costantinopoli e la conquista ottomana del Despotato di Morea, questo era stato governato dai due fratelli dell'ultimo Imperatore Costantino XI, Demetrio Paleologo e Tommaso Paleologo. Nel 1460 nessuno dei due seguì l'esempio del fratello maggiore, morto sugli spalti della Città imperiale mentre difendeva le mura delle Blacherne dagli assalti turchi. Tommaso fuggì in Italia mentre Demetrio si rifugiò addirittura presso lo stesso Maometto II, cui diede in moglie la figlia (avuta da Theodora Asanina) Elena Paleologa.
Krokodeilos Kladas, un famoso condottiero greco di Laconia, nel 1461 fu insignito da Maometto II della Signoria di Elos a Varvounia, in chiave difensiva rispetto alle scorrerie dei Manioti. Kladas non fu un buon investimento per l'Impero Ottomano, e condusse fino alla morte una politica personale e anti-ottomana, destreggiandosi fra I poteri locali e Venezia, sempre più interessata allo scacchiere peloponnesiaco. Inoltre, in quei primi anni di dominazione ottomana, la popolazione della Maina ebbe un tumultuoso aumento dovuto alle migliaia di rifugiati che vi confluivano da altre aree della Grecia, in cerca di relativa libertà. Dopo il 1453, nacquero nella Maina nuovi insediamenti, come Skoutari, fondata dai cittadini fuggiti da Costantinopoli.

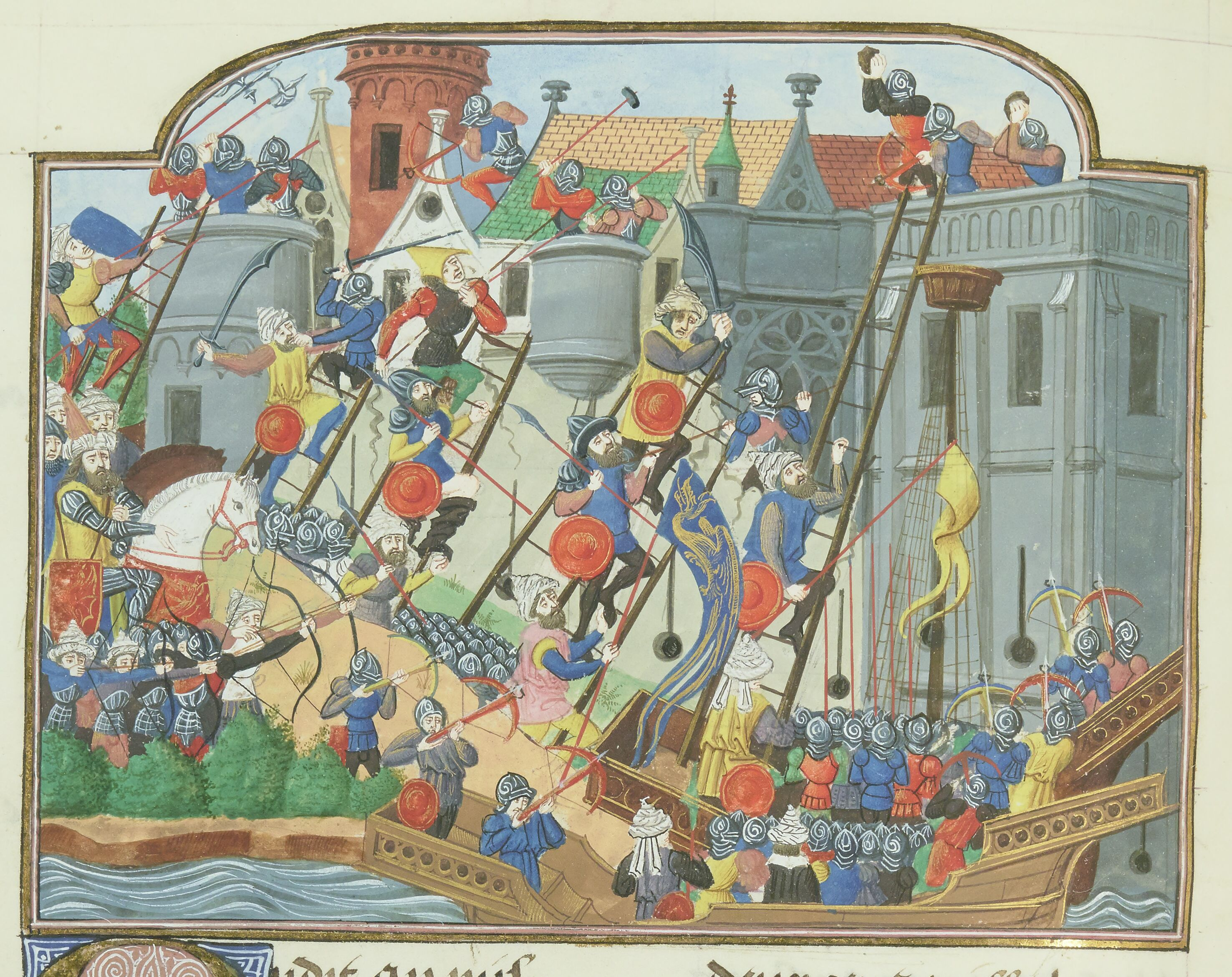
L'assedio di Costantinopoli in una miniatura rinascimentale

La popolazione dell'area, oggi di poco superiore ai 20.000 abitanti, salì all'epoca fino a un numero imprecisato fra i 40 000 e gli 80 000 abitanti. Chateau-Reneau riferisce che all'inizio del XVII secolo vi erano nella Maina 700 insediamenti urbani (ma si pensa sia un'esagerazione). Ancora nel 1700, nonostante la costante emigrazione, il censimento ottomano (per quanto sottostimato a causa della propensione dei Manioti a sottrarsi ai controlli turchi), registrò 14.773 abitanti. Nel 1805, William Martin Leake riferisce che vi erano 30 000 abitanti nella Maina. Dodici anni più tardi, K. Koumas scrive nel suo trattato di geografia che la Maina ha 100 000 abitanti (ma il numero è ritenuto chiaramente frutto di esagerazione). In uno scritto del 1820, fatto da Anagnostaras per la Filikí Etería, si dice che la Maina ha 8 000 uomini in armi. Kassis giunge alla conclusione che la popolazione totale in quegli anni si aggiri intorno alle 45 000 unità. Nel 1463, Kladas si unì ai Veneziani nella Guerra turco-veneziana del 1463-1479 . In quella veste, condusse i Manioti contro gli Ottomani fino al 1479, quando la Repubblica di Venezia concluse la pace con gli Ottomani e cedette all'Impero il Brazzo di Maina. Kladas rifiutò di accettare le condizioni della pace e si diede alla macchia con i più fedeli dei suoi; i Veneziani misero una taglia sulla sua testa.
Dopo la fine della Guerra turco-veneziana, molti dei Greci che si erano schierati contro gli Ottomani furono massacrati dai Turchi, ma altri si rifugiarono nella Maina, dove continuarono a resistere. Maometto II inviò contro di loro 2 000 fanti e 300 cavalieri al comando di Ale Boumico. I Veneziani, in cerca di buone relazioni con l'Impero Ottomano, non aiutarono i ribelli, e anzi tennero un atteggiamento apertamente favorevole ai Turchi. Gli Ottomani raggiunsero Oitylo prima di Kladas, e i Manioti li attaccarono e li massacrarono. Sfuggirono alla morte soltanto in pochi, fra i quali il comandante Boumico. Kladas invase la Piana di Laconia con 14 000 Manioti e fece strage degli abitanti di etnia turca che vi si erano stanziati negli anni precedenti.
Un mese più tardi, una grande forza armata sotto il comando di Ahmed Bey invase la Maina e catturò Kladas, che fu condotto a Porto Kagio. Qui, egli fu prelevato da tre Galee di re Ferdinando I di Napoli. Per ritardare i Turchi abbastanza da consentire a Kladas di fuggire, la retroguardia Maniota attaccò l'esercito Ottomano. Kladas riuscì a raggiungere il Regno di Napoli, dove divenne un capo mercenario. Ritornò nella Maina nel 1490 e fu ucciso in uno scontro nei pressi di Monemvasia.

### Fra l'Impero ottomano e la Repubblica di Venezia

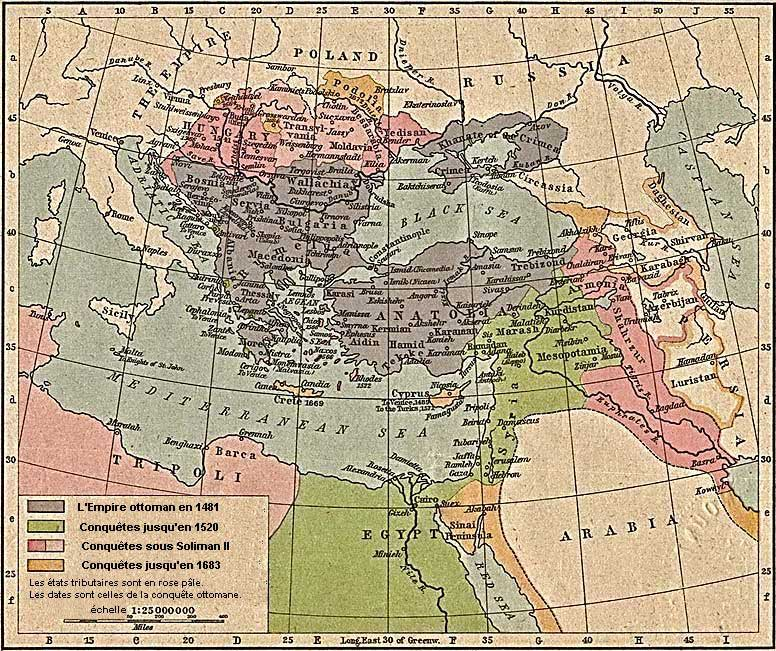
L'Impero ottomano

Fra il 1500 e il 1570, la Maina mantenne la propria autonomia e non subì invasioni da parte degli Ottomani. Questi, infatti, erano assorbiti dal tentativo di estromettere definitivamente i Veneziani dal Peloponneso. Vi riuscirono nel 1540, quando con la Guerra turco-veneziana del 1537–1540) conquistarono Monemvasia e Nauplia.
Gli Ottomani, sotto Selim II, si prepararono a invadere l'isola veneziana di Cipro, e a tal fine costruirono una fortezza nella Maina, a Porto Kagio, rinforzando anche Passavas. L'idea era quella di tagliare le linee di comunicazione veneziane e, al contempo, di tenere sotto controllo i Manioti. Questi ultimi, allarmati, chiesero l'assistenza di Venezia, e la flotta veneziana, con l'aiuto dei guerrieri manioti, conquistò la nuova fortezza.
Cipro cadde pochi anni più tardi, ma le flotte alleate della Lega Santa (1571) sconfissero la Flotta ottomana nella Battaglia di Lepanto. I Greci credettero che don Giovanni d'Austria avrebbe aiutato la loro rivolta al comando del vescovo di Monemvasia. Ma il promesso contingente militare non arrivò, e nel 1572 il vescovo dovette ripiegare nella Maina. I Manioti si appellarono inutilmente al Papa Gregorio VIII perché convincesse Filippo II di Spagna ad assicurare supporto militare.
Nel 1603, I Manioti approcciarono Papa Clemente VIII, che aveva da poco “preso la croce”. Clemente morì due anni più tardi, senza avere avuto il tempo di concretizzare un'iniziativa nel senso richiesto dai Manioti, e questi incominciarono a cercare un nuovo campione, identificandolo in Filippo III di Spagna. Essi lo pressarono affinché prendesse terra con il suo esercito presso Porto Kagio e promisero di unirsi con ben 15.000 uomini armati, cui si sarebbero aggiunti altri 80.000 peloponnesiaci. I Manioti mandarono anche inviati presso le maggiori potenze cristiane del Mediterraneo, come la Repubblica di Venezia, il Regno di Francia, la Repubblica di Genova, il Granducato di Toscana, e nuovamente la Spagna. Tutti si dissero interessati, e mandarono diverse spedizioni nella Maina, ma con l'eccezione della spedizione spagnola che attaccò e saccheggiò Passavas non fecero nulla di concreto.
I Manioti trovarono infine un nuovo campione in Carlo I di Gonzaga-Nevers, duca di Mantova. Carlo discendeva per parte di nonna dall'Imperatore Bizantino Andronico II Paleologo, ed esattamente dalla linea di Teodoro I del Monferrato, figlio di Andronico. Mediante questa connessione, Carlo Gonzaga rivendicava il trono di Costantinopoli. Egli avviò contatti con i Manioti, che lo chiamavano "re Costantino Paleologo". Quando ciò giunse all'orecchio della Sublime porta il Governo ottomano inviò il generale Arslan al comando di un'armata di 20.000 uomini e 70 navi, con l'ordine di invadere la Maina. Per la prima volta questa spedizione ottomana riuscì a distruggere e sottomettere la Maina, e conseguentemente a imporre un tributo ai Manioti (i quali si guardarono bene dal pagarlo, in seguito). Carlo I, alla notizia della scorreria, si mosse attivamente per la sua crociata, mandando inviati presso le principali corti europee in cerca di supporto. Nel 1619, reclutò sei navi e un contingente di mercenari ma fu costretto a desistere dai preparative a causa dell'inizio della Guerra dei trent'anni. L'idea della crociata sbiadì, e Carlo Gonzaga morì nel 1637.
Nel 1645, ebbe inizio un nuovo conflitto Turco-Veneziano, la cosiddetta "Guerra di Candia" (1645–1669), durante la quale la Repubblica di Venezia fu costretta a difendere Creta – provincia veneziana fin dal 1204 – dai poderosi attacchi ottomani, inizialmente condotti da Ibrahim I. I Manioti appoggiarono i Veneziani e offrirono loro navi. Nel 1659, l'Ammiraglio Francesco Morosini, con 13.000 Manioti, occupò Calamata, già da allora la città di rilevanti dimensioni più vicina alla Maina. Nel 1667, durante l'Assedio di Candia, alcune navi pirate Maniote si infilarono in mezzo alla Flotta ottomana e diedero fuoco a diverse grandi navi turche. Tuttavia, Candia cadde nel 1669, e Creta divenne una provincia ottomana. Ancora una volta, dopo l'esito negative di rivolte e guerre contro l'Impero Ottomano, la Maina accolse ondate di rifugiati greci provenienti da diverse aree, inclusa l'Asia Minore e specialmente da Creta dopo il 1669. I profughi cretesi si stabilirono nella Maina creando villaggi con nomi cretesi, e arricchirono il dialetto locale con espressioni, costrutti e fonemi tipici del dialetto cretese. Le migrazioni di massa verso la Maina non mancarono, peraltro, di creare problemi. La scarsità di suolo arabile condusse a molte guerre locali fra diverse famiglie, clan e villaggi. L'era delle faide, che avrebbe per più di due secoli caratterizzato l'Ethos maniota cominciò allora. Molti Manioti, invece, cominciarono a servire come mercenari nelle armate del Doge di Venezia, mentre altri divennero pirati, sia per ragioni di sopravvivenza, sia per meglio seguire i loro ideali patriottici.

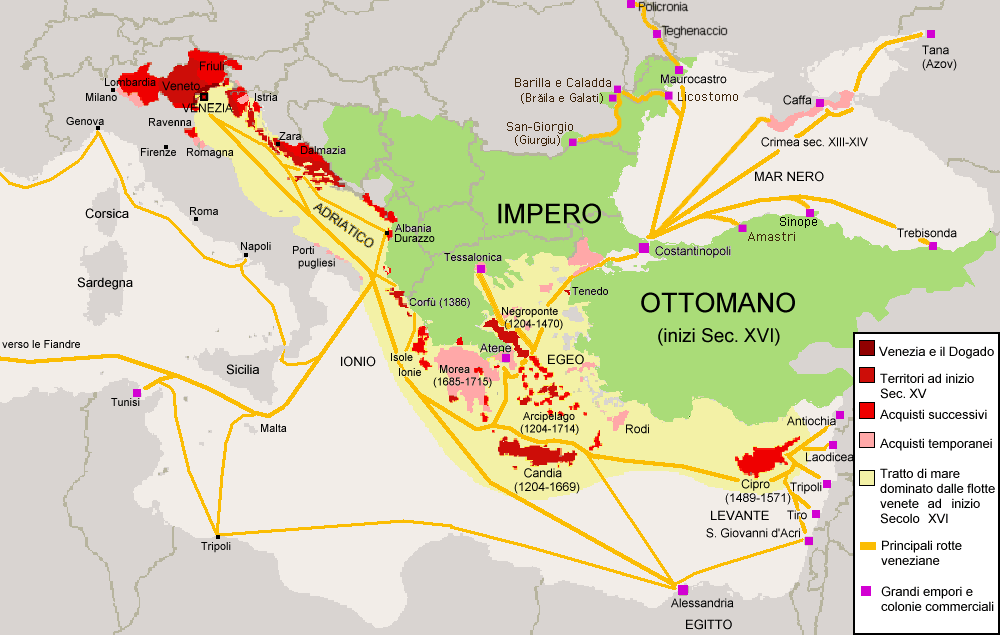
I domini veneziani nel Mediterraneo orientale

Catturata Creta, gli Ottomani rivolsero le proprie attenzioni sulla Maina. Il gran visir Fazıl Ahmed Köprülü, inviò il corsaro Hasan Baba a sottomettere la penisola. Baba giunse nella Maina e chiese agli abitanti di consegnare ostaggi, ma ricevette proiettili. Non solo. Durante la notte dieci Manioti tagliarono le gomene delle navi di Baba, mandandole a infrangersi contro gli scogli. A questo punto i Manioti attaccarono le navi e fecero strage dei Turchi che erano a bordo. Baba riuscì a salvarsi per poco, fuggendo con l'unica nave superstite.
Nelle prigioni di Costantinopoli, era recluso in quegli anni un famoso pirata Maniota, allora venticinquenne: Limberakis Gerakaris. All'età di quindici anni egli aveva iniziato a servire su una galea veneziana come rematore. Successivamente si era dedicato alla pirateria ed era stato catturato dagli Ottomani nel 1667. Il gran visir decise di offrirgli un'amnistia se avesse cooperate con il Governo ottomano, aiutandolo a riprendere stabilmente il controllo sulla Maina. Gerakaris accettò la proposta, e – nel 1670 – fu quindi nominato bey della Maina. Uno dei suoi primi atti fu quello di esiliare i clan che erano tradizionalmente nemici della sua famiglia: gli Iatriani e i Stephanopoulos, entrambi di Oitylo. Gli Iatriani lasciarono la Maina nel 1670 e si stabilirono a Livorno, dove presero il nome di Medici, che era una traduzione quasi letterale del loro cognome. Gli Stephanopoulos furono forzati a lasciare Oitylo nel 1676, e dopo averne ottenuto il permesso dalla Repubblica di Genova, si stabilirono in Corsica, in un primo momento a Paomia e successivamente a Cargese, dove si creò in tal modo una minoranza greca che fino a tempi recenti ha mantenuto la coscienza storica della propria provenienza.
Tra il 1600 e il 1700, vi fu un esodo massiccio di Manioti verso l'Europa occidentale. Negli anni '70 del XVI secolo, alcuni Manioti emigrarono a Volterra. Quanto al clan Stephanopoulos, ben 700 persone che ne facevano parte emigrarono in Corsica; numerosi erano anche i Latriani, (che in seguito latinizzarono il proprio nome in Medici) insediatisi a Livorno grazie a una concessione di Ferdinando de' Medici.. Vi sono menzioni di Manioti anche a Napoli e Tommaso Asanis Paleologo vi costruì una chiesa di rito greco. Vi sono anche tombe di Paleologi in Cornovaglia e Inghilterra; una, in particolare, nell'Abbazia di Westminster, di un Paleologo che combatté con Oliver Cromwell. Carlo V, Re di Spagna e Imperatore del Sacro Romano Impero, aveva fra i suoi contingenti un corpo chiamato “I Manioti”.. La diaspora maniota toccò l'isola di Sardegna stabilendosi sul salto di Montresta sulla costa nord occidentale, in provincia di Oristano.
Limberakis ben presto perdette i favori del Governo ottomano e si unì alle attività piratesche dei suoi compatrioti, fino a essere nuovamente catturato nel 1682. Con gli Ottomani occupati nella Guerra contro l'Austria, i Veneziani videro un'opportunità per riprendere i territori persi nel Peloponneso e così diedero avvio a una nuova guerra. Il generale turco nel Peloponneso Ismael Bey, prevenne il piano attaccando la Maina con 10.000 soldati. I Turchi devastarono le campagne, ma nottetempo i Manioti attaccarono ferocemente e ne uccisero 1.800. Gli altri Turchi si ritirarono uno dei castelli di Kelefa e Zarnatas, che furono assediate dai Manioti. Dopo un breve assedio, questi riuscirono a prendere Koroni e Kelefa. Tuttavia, Ismael inviò altri 10.000 fanti e 2.500 artiglieri a porre, a loro volta, l'assedio ai Manioti asserragliati a Kelefa. Quando i Turchi erano vicini alla conquista, giunsero 4.500 Veneziani comandati da Francesco Morosini e costrinsero gli Ottomani a togliere l'assedio e a ripiegare a Kastania con i Manioti all'inseguimento.
I Veneziani, con l'assistenza di contingenti greci, conquistarono tutto il Peloponneso, e giunsero fino ad Atene, ponendola sotto assedio. Risale a questo momento storico la famosa esplosione del Partenone, che gli Ottomani avevano adibito a deposito di munizioni. Quando I bombardamenti dei Veneziani lo colpirono, un'ampia parte al centro dell'edificio saltò in aria, e i danni sono visibili anche dopo le successive anastilosi dei secoli seguenti. Gli Ottomani, alle strette, liberarono per la seconda volta Gerakarios Limberakis e lo nominarono “Sua Altezza il Governatore della Maina”. Limberakis immediatamente lanciò diversi raid nel territorio veneziano. Ma ben presto, in un clima di sospetti reciproci (fra i quali un tentativo di avvelenamento forse di fonte Ottomana), Liberakis ancora una volta cambiò bandiera e passò dalla parte dei Veneziani. I Veneziani lo insignirono del cavalierato di San Marco e del titolo di Signore di Rumelia. Limberakis attaccò Arta, quando gli Ottomani distrussero le sue mansioni a Karpenisi. Prese e devastò la città prima di fare rientro nella Maina. Gli Artani protestarono ufficialmente presso il Doge. Limberakis, alla fine della Guerra di Morea, mosse in Italia, dove sarebbe morto quattordici anni più tardi.
Nel 1715, gli Ottomani attaccarono il Peloponneso per riaffermarvi il proprio dominio e riuscirono a cacciare i Veneziani in soli settanta giorni di combattimenti. La Marina veneziana vinse alcune minori battaglie navali al largo della Maina ma la Guerra era ormai perduta. L'anno successivo, 1716, il Trattato di Passarowitz, sancì l'abbandono veneziano delle pretese sul Peloponneso.

### La Rivolta di Orlov

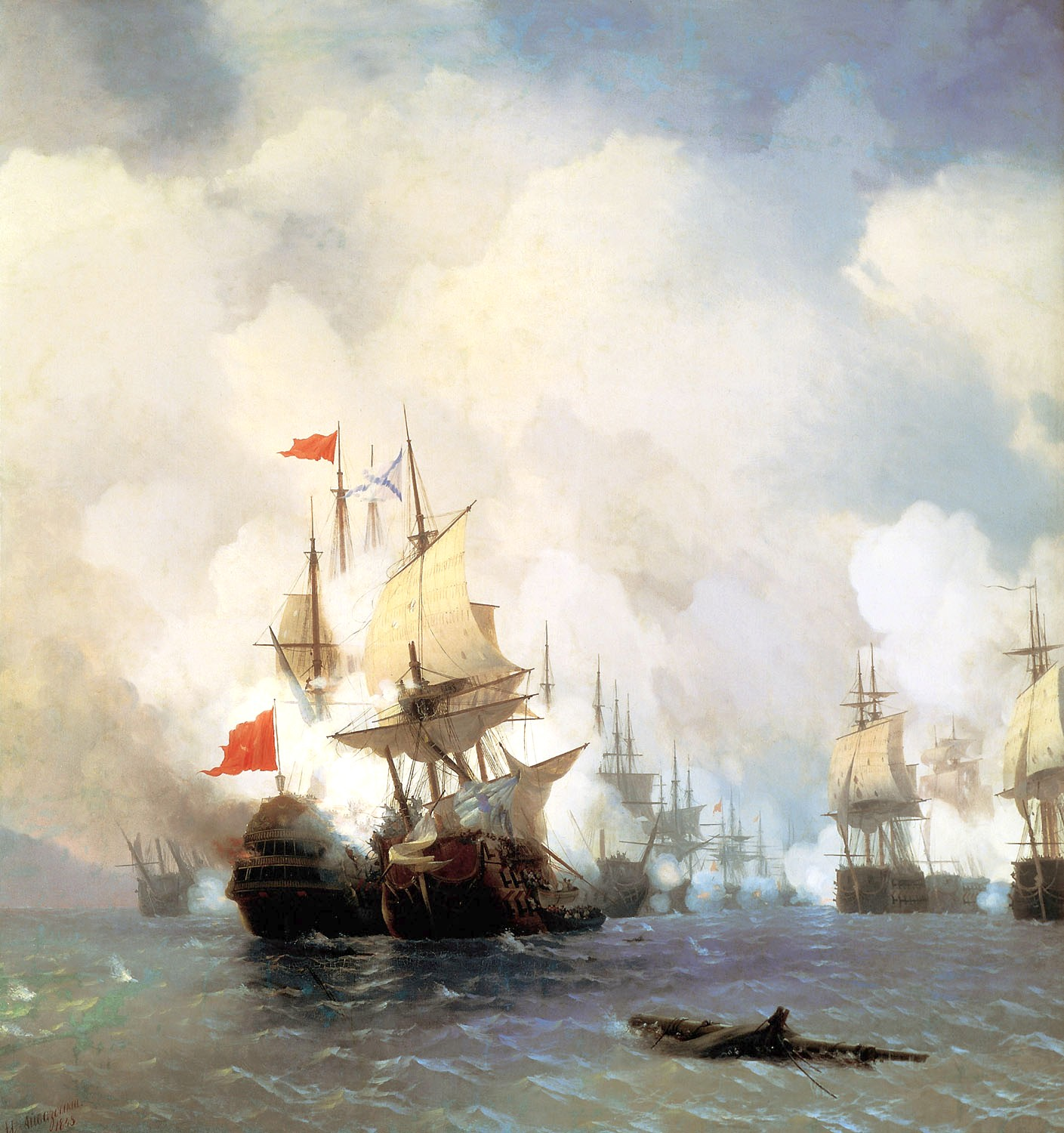
Battaglia di Chios (Chesma) di Ivan Aivazovsky (1848)

La rivolta Orlov (1770) fu l'evento storico precursore della guerra d'indipendenza greca (1821), che vide i greci sollevarsi nel Peloponneso sotto l'incitamento del conte Orlov, comandante della flotta navale russa nella guerra russo-turca. In Grecia essa è nota come eventi Orlov (in greco Ορλωφικά).
Volendo indebolire l'Impero ottomano e stabilire uno stato greco filo-russo nei Balcani, dopo un primo contatto in Russia attraverso un greco ivi residente di nome Papazolis, emissari russi vennero inviati nella Maina a metà degli anni '60 del XVIII secolo, per stringere un patto con i dirigenti locali che rappresentavano il grosso della forza militare in Grecia in quel momento. Nel 1769, durante la Guerra russo-turca, una flotta di navi da guerra comandate dal conte Aleksey Grigoryevich Orlov salpò dal Mar Baltico per il Mediterraneo. La flotta raggiunse Mani nel febbraio 1770 per chiedere ai manioti di innalzare le loro bandiere di guerra. 50 soldati russi rimasero in appoggio ai greci per combattere nella guerra di terra, mentre la flotta salpò per il Mar Egeo.
Si decise di dividere l'armata in due gruppi: la “Legione Occidentale” e la “Legione Orientale”; La prima, sotto il comando di Ioannes Mavromichalis (soprannominato O Skilòs, il cane), Dolgorougoph, e Komoundouros, constava di 200 manioti e dodici russi; la seconda, sotto il comando di Barkof, Grigorakis, e Psaros, consisteva di 500 manioti e sei russi.
La flotta russa mise sotto assedio Koroni con l'assistenza da terra della Legione Occidentale. L'assedio si rivelò difficile, e subito Orlof entrò in disaccordo con Mavromikalis, il quale accusava il primo di insufficiente determinazione, rilevando che senza una rapida occupazione di Koroni non si sarebbe dovuta sollevare invano la popolazione greca. Orlov replicò definendo i Manioti "rabbiosi" e "rudi montanari". Secondo le fonti, Mavromichalis replicò, in linea con il carattere maniota: "L'ultimo di questi montanari rabbiosi difende la sua libertà con la propria spada e la protegge più di voi, servo di una prostituta!"
La Legione Orientale debellò un contingente di ben 3.500 Ottomani. La Sublime Porta reagì inviando nel Peloponneso un'armata di 8.000 soldati i quali, prima di invadere il Peloponneso, saccheggiarono l'Attica. A Rizomylo in Messenia, furono però fermati da Mavromichalis e 400 armati. I Manioti li trattennero a lungo, ma le forze ottomane infine prevalsero in forza della loro superiorità numerica. Catturarono infine lo stesso Mavromichalis, e lo torturarono a morte. Quindi invasero la Maina, e iniziarono a saccheggiarne le campagne. Durante la notte, però, un'armata di 5.000 Manioti, comprese diverse donne, attaccò il campo nemico attendato nei pressi di Almiro. Gli Ottomani persero 1.700 unità, mentre gli aggressori subirono soltanto 39 perdite.
L'esercito greco ebbe quindi un buon successo iniziale, liberando rapidamente ampie porzioni di Morea. La rivolta però non riuscì a diffondersi in modo efficace nel resto della Grecia, con la notevole eccezione di Creta sotto la guida di Ioannis Vlahos (noto come Daskalogiannis).

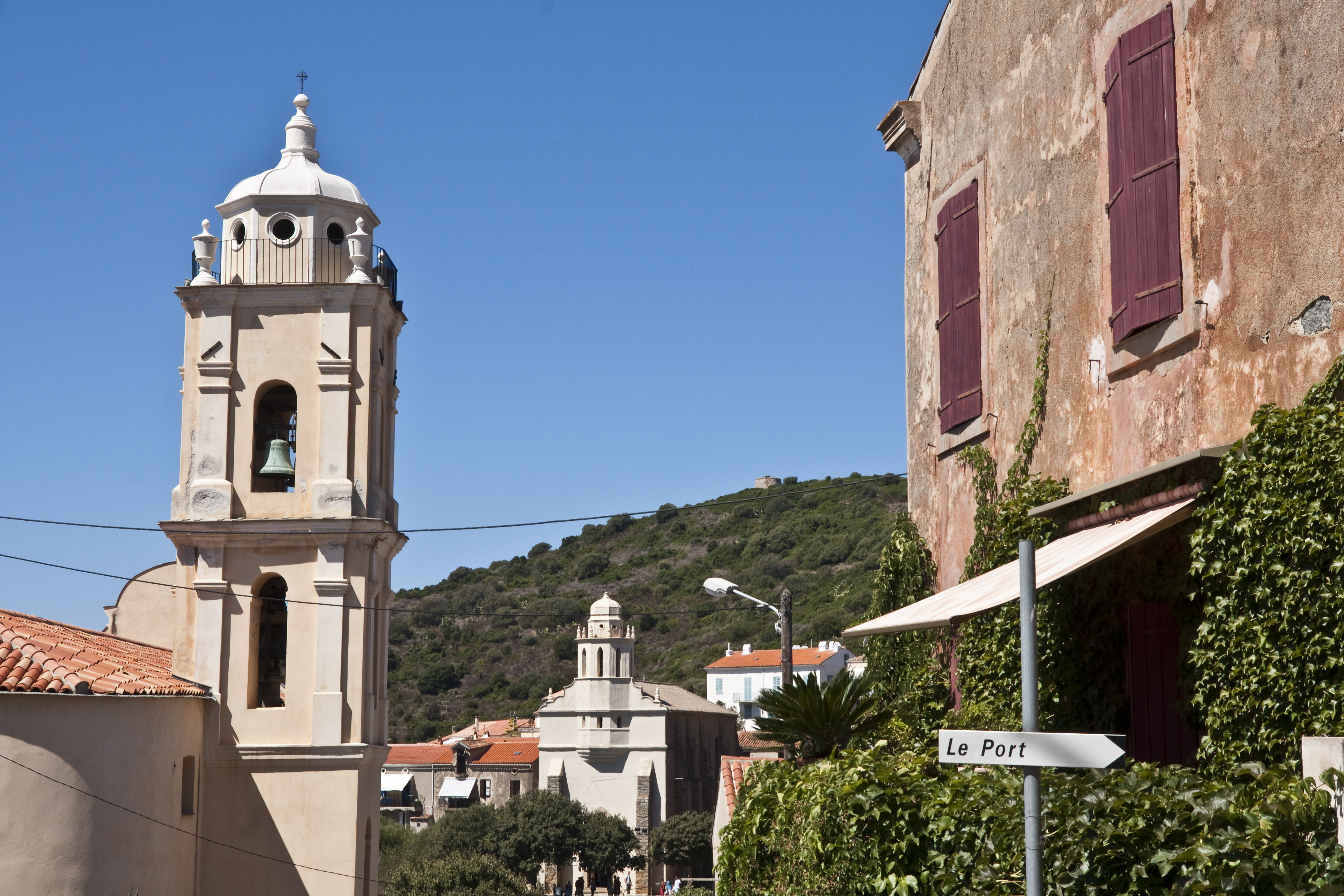
Una via di Cargese (Karyes) in Corsica, città fondata dai rifugiati Manioti, con la Chiesa Greca sullo sfondo.

Con l'assistenza degli isolani greci, la flotta russa fu in grado di segnare una vittoria importante contro la marina turca nella Battaglia di Cesme, ma questo non aiutò l'esercito greco in Morea. Quando i russi non riuscirono a portare le forze che avevano promesso, la rivolta fu presto repressa.
Subito dopo la spedizione di Orlov, diversi Manioti entrarono nelle forze armate russe. Leader di questi volontari furono due esponenti di importanti clan manioti: Stephanos Mavromichalis e Dimitrios Grigorakis, arruolati con il grado di maggiore. Mavromichalis divenne il primo comandante nativo dell'Albanskoi Voisko ("Legione Albanese"), un'unità di rifugiati dell'Impero Ottomano che furono stanziati in Crimea e più tardi riogranizzati nel Grecheskii Pekhotnyi Polk.
Dal punto di vista russo, la missione del conte Orlov fu un successo, danneggiando la flotta turca, dirigendo le truppe turche a sud e contribuendo alla vittoria che portò alla firma del Trattato di Küçük Kaynarca.
Dal punto di vista greco fu invece un fallimento che costò un enorme numero di vite umane (sia in battaglia che nelle rappresaglie turche che seguirono). I Greci vennero del tutto dimenticati nel Trattato di Küçük Kaynarca e pertanto divennero sempre più diffidenti nei confronti dei russi. Mentre i rapporti greco-russi rimasero forti (in parte a causa dell'influenza dei greci di primo piano in Russia), molti tra le nuove generazioni di capi greci (come Petrobey e Kolokotronis) guardavano ad Occidente per nuove alleanze. Nella Maina, infine, la Rivolta Orlov segnò l'inizio della più decisa invasione mai attuata dall'Impero ottomano.
Il fallimento della Rivolta Orlov fu un disastro per la Maina. I Manioti furono ricacciati nella Maina, e furono costretti a pagare un tributo agli Ottomani, i quali imposero un Bey locale che li governasse e mandarono truppe Turco-Albanesi a presidiare la penisola.
Il Bey del Peloponneso, Hatzi Osman, credette allora che fosse il momento storico buono per prendere una volta per tutte il controllo della Maina e impressionare favorevolmente il Sultano ottomano. Quando i Manioti percepirono i preparativi ottomani raccolsero un contingente militare sotto la guida di Éxarchos Grigorakis e del nipote Tzanetos Grigorakis che provenivano dal potente clan di Ayeranos.
Dopo poco, Haci Osman con 16.000 uomini pose sotto assedio le Case-Torri del Clan a Kastania. I difensori erano Konstantinos Kolokotronis e Panagiotes Venetsanakis, con soli 150 uomini e donne in armi. Il combattimento durò dodici giorni e molti dei difensori furono uccisi. Gli altri furono fatti prigionieri, torturati e uccisi per smembramento. La moglie di Konstantinos Kolokotronis fuggì vestita come un guerriero maniota, portando nascosto con sé il suo bambino Theodoros Kolokotronis, il futuro eroe della Guerra d'indipendenza greca.

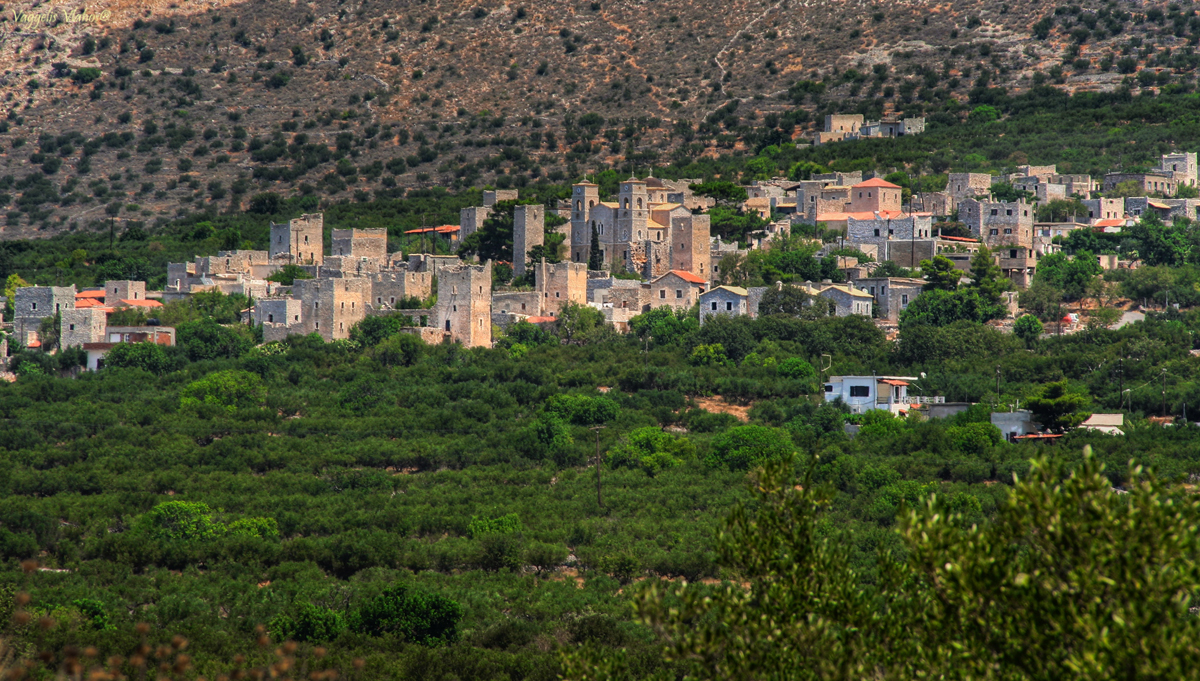
Case-Torri maniote a Skoutari.

Da Kastania, Hasan Ghazi avanzò verso Skoutari e pose sotto assedio le Torri del potente clan Grigorakis. Nel frattempo, il contingente maniota sotto il comando dei Grigorakis, composto da 5.000 uomini e 2.000 donne, stabiliva una posizione difensiva sulla zona montuosa sopra il villaggio di Parasyros. L'Armata ottomana avanzò nella Piana di Agio Pigada (letteralmente "Ben Fatta"). I Turchi mandarono inviati ai Manioti, proponendo negoziati. I Manioti inviarono sei uomini.
Hasan, incontrati gli inviati greci, chiese loro i bambini di dieci comandanti come ostaggi, nonché tutte le armi maniote e una tassa capitale annuale in riparazione del torto di avere aiutato gli invasori russi. I Manioti risposero ad Hasan – secondo la tradizione – "Preferiamo morire che dare le nostre armi e i nostri bambini. Non pagheremo tributi, perché la nostra terra è povera.” Hasan, infuriato, fece decapitare i sei inviati, e ne fece impalare i corpi in vista dei Manioti.
Dopo l'uccisione degli inviati, i Manioti attaccarono gli Ottomani. Il combattimento fu fiero, e soltanto 6.000 turchi riuscirono a fuggire e a ritirarsi a Mistrà, allora capitale della Laconia. Non si conosce il numero esatto delle perdite maniote, ma quelle turche ammontarono a circa 10.000 unità. Nel 1780, Hasan Ghazi tentò di indebolire il clan Grigorakis ordendo l'omicidio di Exarchos. Lo invitò a Tripoli (allora capitale del Peloponneso) e lo trattò come un ospite onorato, ma poi lo fece uccidere. La successiva domenica di Pasqua, la madre di Exarchos incitò gli uomini di Skoutari alla vendetta. Comandati da Zanetos, gli uomini vestiti da preti ottennero il permesso di attraversare Passavas. Una volta dentro, gli scutarioti posero mano alle armi, sterminarono la guarnigione turca e saccheggiarono il villaggio.
Nel 1782, gli Ottomani fermarono il Bey della Maina, Michalis Troupakis, lo misero su una nave e lo inviarono a Mitilene, dove fu condannato a morte per pirateria e ucciso. La Sublime Porta nominò Zanetos Grigorakis al suo posto, ma dovette catturarlo e forzarlo ad accettare la carica, di fronte al netto rifiuto opposto da questi.

### Gli anni dei Clefti

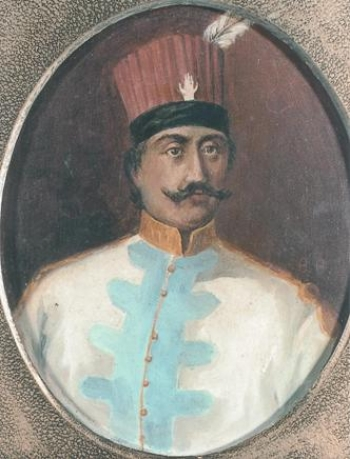
Lambros Katsonis.

Durante il mandato di Zanetos Grigorakis la Maina divenne la base preferenziale per molti Clefti e altri banditi greci.
Fra essi vi erano il famoso pirata greco Lambros Katsonis, che aveva aiutato i Russi durante la Rivolta Orlov, Andreas Androutsos, (padre del patriota greco Odysseas Androutsos), e Zacharias Barbitsiotis. Il 9 gennaio 1792, Caterina II di Russia mandò il proprio rappresentante Aleksandr Bezborodko a siglare il Trattato di Iași con il Gran Visir ottomano Koca Yusuf Pasha. Il Trattato poneva fine alla Guerra russo-turca del 1787-1792), riconosceva l'annessione russa della Crimea (1783), e trasferiva alla Russia Yedisan, facendo del Dnestr la frontiera russo-turca in Europa. Lambros Katsonis disse: "Aikaterini (in greco: Caterina) ha fatto il suo trattato, ma Katsonis non ha fatto il suo con il nemico."
Katsonis, insieme ad Androutsos e Zacharias, costruì una batteria di cannoni a Porto Kagio. Quindi mise insieme un piccolo contingente militare e una flottiglia di undici navi, per attaccare le navi ottomane che transitavano in quell'area. Tuttavia, non riuscì a controllare gli equipaggi, che presero ad attaccare anche navi di altri paesi, colando a picco, fra l'altro, due navi francesi. Una flotta ottomana di trenta navi e una moderna nave da battaglia francese attaccarono Porto Kagio; gli uomini di Katsonis si dispersero, e lui stesso fuggì a Odessa a bordo di una delle sue ultime navi.

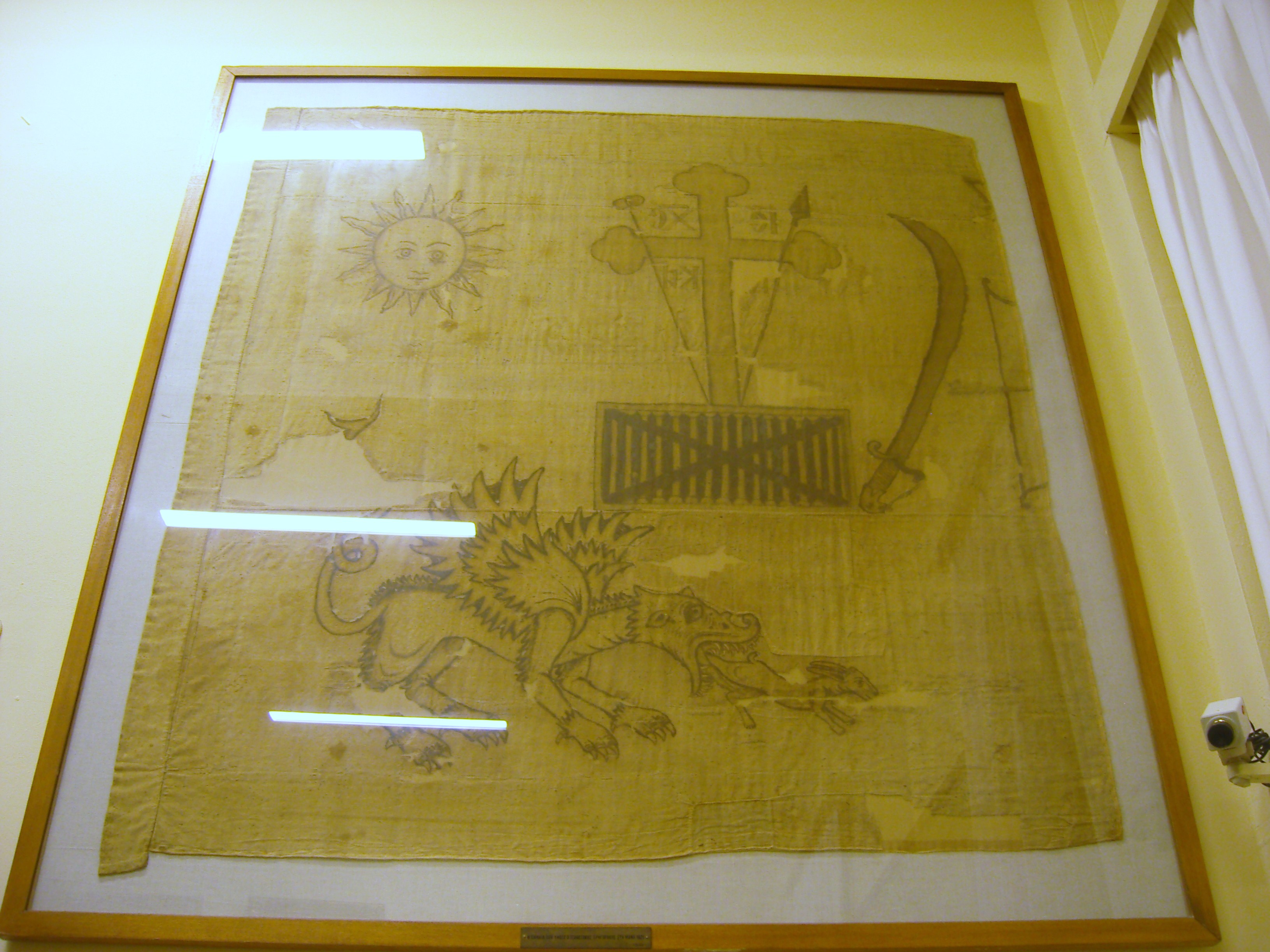
Gonfalone di Tzanetakis Grigorakis (1821)

Nel 1798, Napoleone Bonaparte, all'epoca generale dell'Armata rivoluzionaria francese, sotto gli ordini del Direttorio inviò presso i Manioti due esponenti della famiglia Stephanopoulos, da decenni stabilita a Cargese in Corsica, al fine di convincerli ad attaccare gli Ottomani dal Peloponneso, mentre lui li avrebbe attaccati dall'Egitto. Zacharias e Zanetbey accolsero la proposta e Napoleone mandò loro rifornimenti di armi. Quando i Turchi lo scoprirono, sostituirono Zanetos, nella carica di Bey della Maina, con Panagiotis Koumoundoureas.
Nel 1803, gli Ottomani deposero Koumoundourakis, ritenuto incapace di sottomettere l'ex Bey Zanetos Grigorakis, che ancora andava ricevendo armi dalla Francia nel suo castello di Cranae. Come nuovo Bey della Maina fu scelto Antonio Grigorakis, cugino di Zanetos. Tuttavia, la flotta turca, sotto il commando dell'Aamiraglio Seremet, non riuscì a prendere la roccaforte di Zanetos e fu costretta a ritirarsi. Nel 1805, Seremet attaccò Zacharias nella sua fortezza sul Taigeto e provò a ucciderlo senza successo. Nel 1807, gli Ottomani, sempre più preoccupati per l'inaffidabilità dei Manioti, attaccarono Antonbey a Gytheio, preso atto del fatto che il Bey non dimostrava alcuna reale intenzione di contrastare il cugino Zanetos, il quale continuava ad attaccare i Turchi. Ancora una volta, gli Ottomani dovettero ritirarsi. Tre anni dopo, Antonbey si dimise e la scelta della Sublime Porta cadde sul genero, Konstantis Zervakos. Ma ai Manioti la designazione non risultava gradita, e pertanto essi deposero Zervakos.

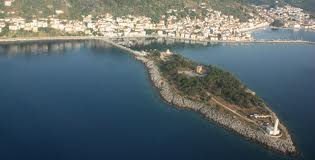
La piccola penisola di Cranae, nei pressi di Gytheio.

Nello stesso anno 1810, i leader Manioti convennero a Gytheio ed elessero Bey della Maina Theodoros Zanerakos (Theodorobey), nipote di Zanetbey.
Nel 1815, gli Ottomani attaccarono nuovamente la Maina e nuovamente furono ricacciati indietro. Theodorobey fu rimosso poco dopo, e sostituito con Petros Mavromichalis or Petrobey.
Pierros Grigorakos, un figlio di Zanetbey, entrò nell'esercito russo e fu nominato comandante di un contingente di 500 uomini, conosciuto come la Legione Spartana. Questa era, a sua volta, inquadrata nella Legione dei fucilieri leggeri composta da rifugiati dalle terre greche. Molti veterani di queste formazioni militari vennero a contatto, grazie all'esperienza con i Russi, con l'associazione segreta greca Filikí Etería, che animò la rivoluzione anti-ottomana e accese la guerra d’indipendenza greca; fra essi vi erano Elias Chrisospathis, che iniziò i Manioti alla società segreta, nonché lo stesso Pierros Grigorakis e i suoi fratelli Giorgos e Zanetakos.

### La Maina nella Guerra d'indipendenza greca

La bandiera maniota con il motto: (Vittoria o morte - col tuo scudo o su di esso)

Petros Mavromichalis era il nipote di Ioannes il Cane. Era il primo bey maniota proveniente dal Mesa Mani. Nel 1798, era stato approcciato da Napoleone per unirsi alla Guerra contro gli Ottomani, ma dopo il fallimento dell'invasione dell'Egitto, Petros era entrato nell'esercito francese e aveva combattuto nelle Isole Ionie. Si mormorava che fosse stato nominato Bey perché lo zio non era stato ucciso, bensì si era convertito all'Islam ed era divenuto un ufficiale dell'Armata ottomana. Invece, nel 1819, Mavromichalis si unì alla Filikí Etería e ai preparativi per la grande rivolta greca che si andavano allestendo.
I Manioti, conosciuti per le loro qualità belliche, furono i primi fra i Greci a unirsi al movimento di liberazione. La Filikí Etería mandò i suoi rappresentanti Perrevos e Chrisospathis a organizzare i Manioti.
Il 17 marzo 1821, 12.000 Manioti si riunirono presso la chiesa dei Tassiarchi (Arcangeli) di Areopoli e dichiararono solennemente guerra contro l'Impero ottomano, precedendo il resto della Grecia di circa una settimana. La loro bandiera era bianca con una croce blu al centro e, attorno alla croce, il motto "Vittoria o morte" e “Con o sopra [lo scudo]” (allusivo all'antico invito delle madri spartane ai figli che partivano per la guerra). Ai Manioti si deve l'avere scritto "Vittoria" e non "Libertà" (come nell'attuale motto nazionale greco) con la motivazione che la libertà, per la Maina, era già un fatto acquisito da secoli, per il quale non era necessario combattere; si trattava, semmai, di riconquistare il resto delle terre un tempo bizantine e quindi, per loro, greche."

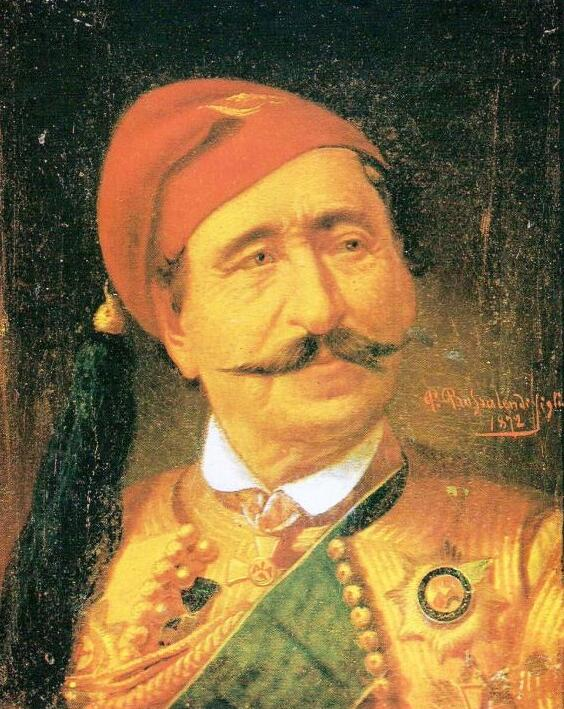
Nikolaos Pierrakos Mavromichalis.

Il 21 marzo 1821 un contingente di 2.000 Maniots sotto il commando di Petros Mavromichalis, Theodoros Kolokotronis, e Papaflessas marciò su Calamata. Il 23 marzo la città fu presa. Da Calamata, Mavromichalis scrisse lettere agli stati d'Europa, informandoli di cosa stesse accadendo in Grecia e firmandosi come “Comandante in capo delle Forze Spartane”. Sempre a Calamata si tenne un'assemblea chiamata Senato Messenico. Kolokotronis voleva attaccare Tripoli e catturare subito la capitale ottomana del Peloponneso. Mavromichalis, invece, voleva catturare prima le città più piccolo e quindi stringere Tripoli in una morsa, per conquistarla. Il Senato approvò l'idea di Mavromichalis, e i Manioti attaccarono in massa gli Ottomani in Messenia e in Laconia.
Kolokotronis, convinto di avere ragione, marciò autonomamente sull'Arcadia con 300 Manioti. Quando entrò nella Regione, la sua banda dovette affrontare un contingente turco di 1.300 uomini e lo sconfisse. Il 28 aprile poche centinaia di soldati Manioti sotto il comando del figlio di Mavromichalis, Kyriaoulis, si riunirono al campo di Kolokotronis fuori Tripoli. Il 12 settembre 1821, la Capitale ottomana del Peloponneso cadde. Il 4 luglio, Kyriakoulis Mavromichalis fu ucciso vicino alla fortezza Souliota di Kaiapha.
Mahmud II era seriamente preoccupato dallo svilupparsi degli eventi, e si risolse, nel 1824, a chiedere aiuto al Chedivè d'Egitto, ormai semi-indipendente Mehmet Ali. Ali promise di aiutarlo in cambio delle isole di Creta e Cipro, nonché della nomina a Pashà del Peloponneso per il figlio, Ibrahim Pasha. Fu quest'ultimo che, accolte le richieste egiziane da parte del Sultano ottomano, prese il comando del contingente del chedivè in Grecia. Nel frattempo, i Greci erano assorbiti in dissidi interni tali da sfociare in episodi di guerra civile. Kolokotronis fu arrestato, il figlio Panos ucciso, e il nipote Nikitaras costretto a fuggire.

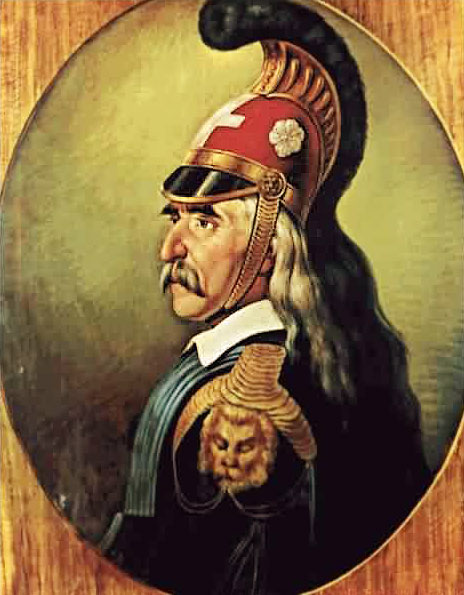
Theodoros Kolokotronis

Ibrahim Pasha prese terra con la sua flotta a Modone, e in breve tempo riuscì a riprendere il controllo di tutto il Peloponneso, eccetto Nauplia e la Maina. Quando gli Egiziani provarono a prendere Nauplia furono ricacciati indietro da Dimitrios Ypsilantis e Konstantinos Mavromichalis, il fratello di Petros.
Ibrahim Pasha mandò quindi propri inviati nella Maina, per chiedere ai Manioti di arrendersi in cambio della rinuncia al saccheggio delle loro terre. I Manioti risposero:
Dai pochi Greci di Maina e dagli altri Greci che si trovano qui a Ibrahim Pasha. Abbiamo ricevuto la Vostra lettera nella quale per metterci paura Voi dichiarate che se non ci arrenderemo ucciderete i Manioti e saccheggerete la Maina. Noi siamo qui ad aspettare Voi e il Vostro esercito. Noi, gli abitanti della Maina, sottoscriviamo e Vi aspettiamo.
Arrabbiato per la risposta, Ibrahim, a capo di un contingente di 7.000 soldati, attaccò la Maina il 21 giugno 1826. Fu fermato davanti alle Mura di Almyro e Vergas. A difendere le mura erano 2.000 Manioti e 500 rifugiati greci sotto il commando di Ilias Mavromichalis. Come Ibrahim mosse la sua fanteria e la sua cavalleria contro le posizioni maniote, ordinò contestualmente a due delle sue navi, inclusa quella sulla quale si trovava egli stesso, ad attaccare con l'artiglieria di bordo le fortificazioni greche lungo la costa. L'Armata egiziana attaccò le posizioni maniote otto volte, e otto volte fu ricacciata indietro. I combattimenti proseguirono per alcuni giorni, fin quando gli Egiziani si ritirarono alla notizia che Kolokotronis stava giungendo alle loro spalle con 2.000 uomini. I Manioti inseguirono gli Egiziani verso Calamata, prima di ritirarsi a Vergas. La battaglia non soltanto costò a Ibrahim 2.500 perdite, ma compromise il suo piano di invadere la Maina dal Nord.

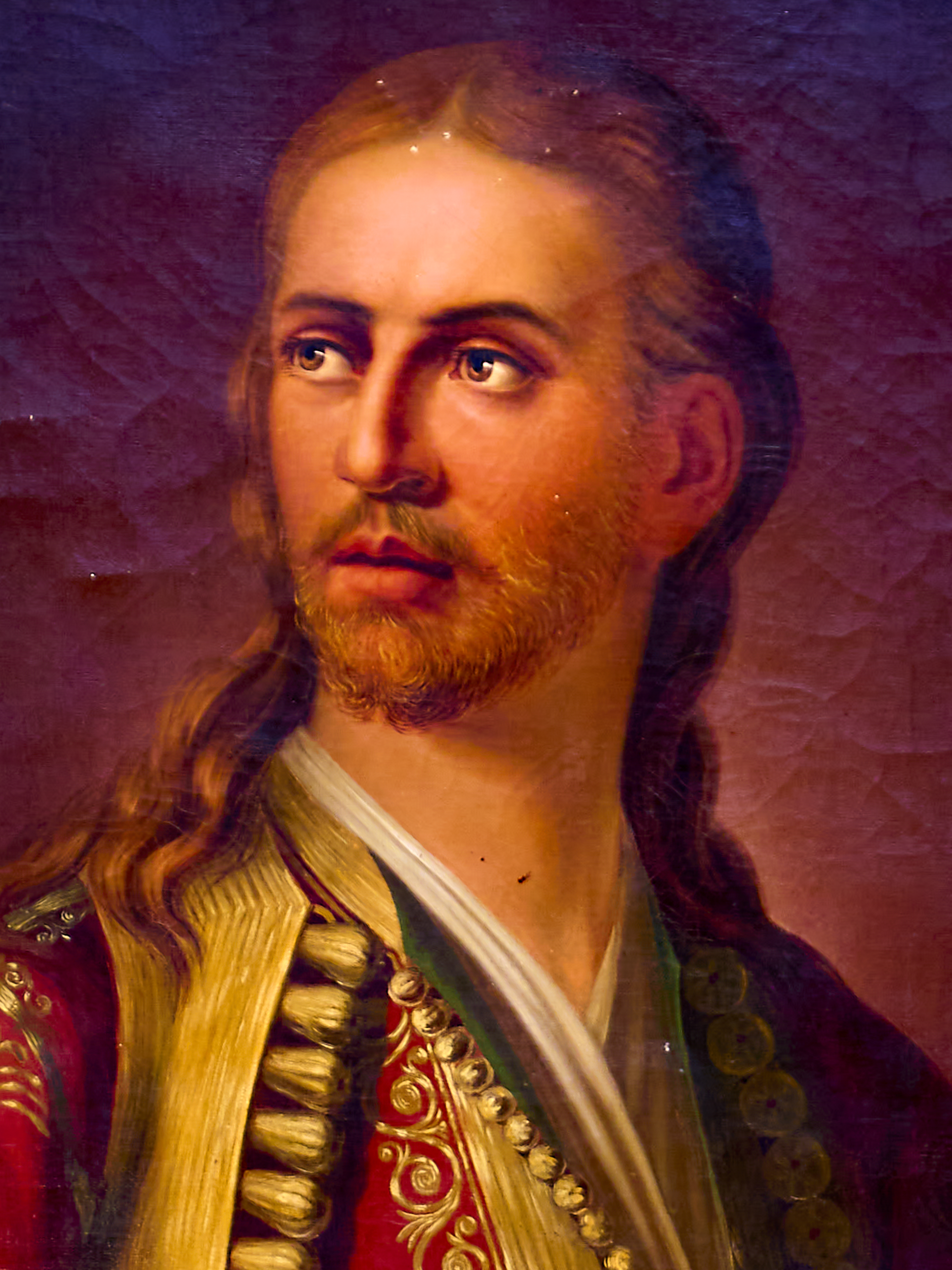
Ilias Mavromichalis (ritratto di Dionysios Tsokos.

Mentre Ibrahim iniziava il suo attacco su Vargas, una sua flottiglia veniva inviata ad attaccare Areopoli. Questo piano viene descritto da Greenhalgh ed Eliopoulos come "eccellente" perché avrebbe potuto consentire la presa di sorpresa della mal difesa piazzaforte e con la caduta di Aeropolis si sarebbero interrotte le linee di comunicazione e controllo che conducevano a Gytheio, oltre a consentire agli Egiziani di attaccare Vargas e Almyro alle spalle.
Il 24 giugno 1826 Ibrahim mandò dunque la piccola flotta con 1.500 soldati ad attraccare nella Baia di Diros, nei pressi di Areopoli. L'allarme fu dato immediatamente al primo sbarco di Egiziani, mediante suono di campane. Subito, 300 donne e anziani che lavoravano nei campi accorsero armati dei soli attrezzi agricoli e attaccarono furiosamente gli Egiziani i quali, non avendo previsto alcuna resistenza, furono presi di sorpresa e forzati a ritirarsi in una posizione fortificata sulla spiaggia dove attendere aiuto dalle navi. Alla fine, 300 soldati Manioti giunsero velocemente dalle altre città della Maina e gli Egiziani furono costretti a nuotare fino alle loro navi. Non solo Ibrahim perse altri 1.000 uomini, ma i suoi progetti di sottomissione della Maina furono ulteriormente danneggiati. Più tardi, le donne di Diro sarebbero state ricordate dalla storiografia ufficiale neogreca come le "Amazzoni di Diro".
Ibrahim, infastidito dalle sconfitte di Vergas e Diro, si concentrò sul Peloponneso lasciando un poco di tregua alla Maina. Il Pasha mandò un'armata di 6.000 arabi ad avanzare sul Taigeto, minacciando così anche la Maina orientale. Comandava il contingente arabo un rinnegato greco, di Vordonia, certo Bosinas. A Polytsaravo, gli arabi furono fermati da Theodoros Stathakos, asserragliato con il proprio clan nella Torre di famiglia. Bosinas circondò la torre e intimò la resa a Stathakos. Per risposta, il capo Maniota miro su di lui e lo uccise. Gli uomini di Bosinas fecero immediatamente un fuoco concentrato d'artiglieria sulla Torre e la rasero al suolo.
Gli Egiziani quindi procedettero contro Polytsaravos e la raggiunsero il 28 agosto. Gli abitanti del villaggio spedirono donne e bambini a rifugiarsi sulle montagne e si dedicarono a rinforzare le fortificazioni. La milizia cittadina fu rinforzata con altri Manioti e il contingente difensivo arrivò a ben 2.500 uomini. Intanto gli assalitori avanzarono con molte difficoltà a causa del terreno roccioso e accidentato che circondava la piazzaforte. Come gli Arabi furono sotto le mura, i Manioti corsero fuori dalle fortificazioni e attaccarono gli assalitori in campo aperto. Gli Arabi si ritirarono dopo aver sofferto la perdita di 400 uomini (a fronte di sole 9 perdite fra i Manioti). Questa battaglia, messa in ombra da altri scontri quantitativamente più rilevanti, è però una delle azioni decisive della Guerra di indipendenza greca, perché con essa i Manioti bloccarono definitivamente lo slancio offensivo dell'Armata di Ibrahim Pascià. Il resto del Peloponneso, la Grecia centrale e le Cicladi, furono liberati successivamente grazie all'intervento delle forze navali della Francia al comando di Henri de Rigny, del Regno Unito al comando di Edward Codrington, e dell'Impero russo sotto il comando di Login Geiden, che sconfissero gravemente la flotta di Ibrahim nella Battaglia di Navarino (1827).

### Repubblica e reggenza
Nel 1831, Ioannis Capodistrias divenne Governatore della Grecia. Capodistrias entrò in forte polemica con il clan Mavromichalis perché i Manioti si rifiutavano di pagare le tasse al nuovo Governo. Capodistrias richiese che Tzanis Mavromichalis, il fratello di Petros, andasse a Nauplia, la prima capitale della Grecia, a negoziare. Come Tzanis giunse nella città fu arrestato e imprigionato. Capodistrias quindi inviò soldati nella Maina e fece arrestare Petros, imputandolo per alto tradimento. Il fratello Konstantinos, il difensore di Nauplia, e il figlio di Petros, Georgios Mavromichalis, furono anche posti agli arresti nella capitale.
Il 27 settembre 1831 Capodistrias si recò ad attendere alle funzioni religiose nella chiesa di San Spiridione. Vide Konstantinos e Gerogios che aspettavano a lato della porta principale del tempio. Passando vicino a loro, si fermò brevemente ed entrò in chiesa. Dopo pochi passi all'interno dell'edificio, Konstantinos fece fuoco con un'arma tenuta nascosta e lo colpì alla nuca mentre Georgios lo attaccava al cuore. Capodistrias crollò nelle braccia dei suoi attendenti i quali fecero fuoco su Konstantinos che intanto aveva preso a correre allontanandosi dalla chiesa. Raggiunto da diversi proiettili, morì dopo pochi metri. Il suo corpo fu fatto a pezzi dalla folla inferocita che lo gettò poi a mare. Georgios fu catturato e la sua esecuzione avvenne nell'Isola di Bourzi, appena al largo di Nauplia, sotto gli occhi del padre Petros.

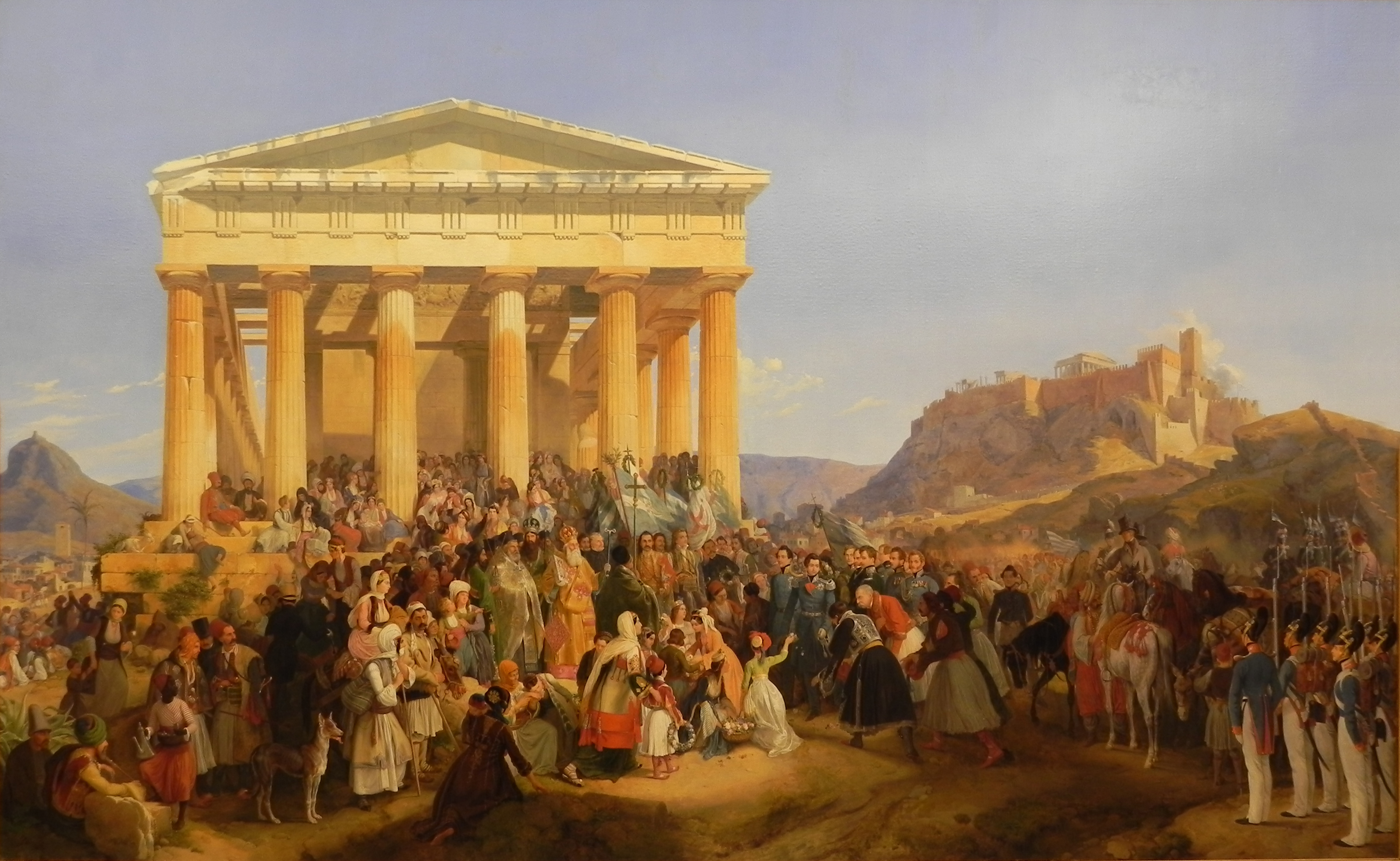
Ottone I di Grecia entra ad Atene e viene ricevuto davanti al Theseion nel 1833; olio di Peter von Hess del 1839.

Nel 1833, Ottone di Wittelsbach, un figlio di Ludwig I di Baviera e Teresa di Sassonia-Hildburghausen, divenne Re di Grecia. Fino alla sua maggiore età, fu affiancato da un Consiglio di Reggenza, presieduto da Josef Ludwig von Armansperg. Uno dei primi atti del Consiglio fu di sottomettere i Manioti ordinando ai clan la decapitazione delle Torri (atto di forte valenza simbolica e altrettanto grave lesività dei sentimenti locali); al contempo furono ordinate le liberazioni di Petros e Tzanis Mavromichalis dalla prigionia. Nella Maina fu stanziato un nutrito contingente di Bavaresi. Essi presero stanza in Areopoli, ma durante la prima notte i Manioti li circondarono e ne catturarono molti, costringendoli ad abbandonare la zona.
Il 14 maggio 1834 quattro compagnie di truppe bavaresi, assistite da quattro unità d'artiglieria da campo, assediarono il villaggio di Petrovouni. Dopo poco, 800 Manioti provenienti dagli altri villaggi nelle vicinanze circondarono la cittadina e attaccarono i bavaresi, massacrandoli. Più tardi, quello stesso anno, un'armata di 6.000 uomini sotto il commando del Generale Christian von Schmaltz, assistita da cinque squadroni di Manioti lealisti, pose nuovamente l'assedio a Petrovouni, ma si ritirò a Gytheio alla notizia dell'arrivo di un contingente di circa 1.000 Manioti dalle montagne circostanti.
Il Consiglio di Reggenza prese atto dell'impossibilità di risolvere la questione Maniota con la forza e inviò un diplomatico, Max Feder, a trattare l'inclusione della Maina in un sistema costituzionale stabile. Egli incontrò diverse famiglie di maggiorenti manioti, offrendo loro posizioni all'interno delle nuove istituzioni greche. Molti degli Achamnomeri e diversi esponenti dei Megalogenites si lasciarono convincere. Tuttavia, non poche delle famiglie più antiche e i più poveri fra gli Achamnomeri rifiutarono l'offerta, neghittosi verso ogni forma di riduzione della propria autonomia.
A Kitta, questa divisione intestina provocò spargimenti di sangue quando i sostenitori del Re attaccarono gli altri Manioti riuniti sotto il comando di Giorgaros Skylakakos. Feder piombò su Kitta con i suoi nuovi alleati e fece saltare in aria Skylakakos e i suoi con tutta la sua Torre, nella quale si erano asserragliati.

### Sotto il Regno di Grecia

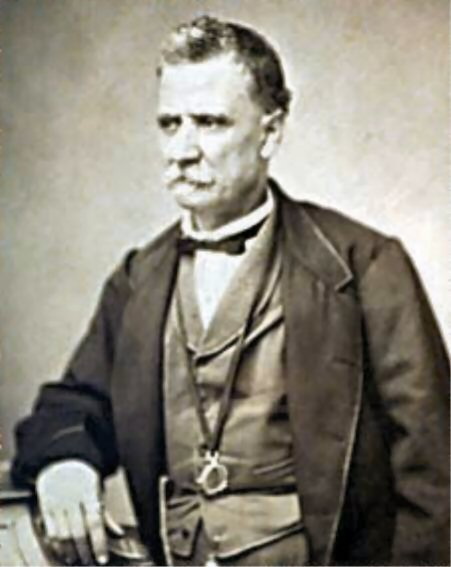
Alexandros Koumoundouros (1817-1883), Nato nella Maina messenica.

Sotto il Governo di Ottone I, entrato nella pienezza dei suoi poteri con il raggiungimento della maggiore età (1835), le faide nella Maina non si placarono. Le cosiddette “Vendette” (in Italiano nell'uso originale), continuarono fino al 1870, quando una “Vendetta” particolarmente cruenta fu arrestata soltanto grazie allo sforzo dell'esercito greco. Nel frattempo, nel 1841, Creta si era rivoltata contro gli Ottomani. I Manioti, che si ritenevano accomunati ai cretesi da un rapporto definito di “cuginanza”, inviarono a creta diversi contingenti di volontari. I rivoltosi riuscirono a costringere i Turchi a ritirarsi entro una fortezza, e cominciarono un duro assedio. Una flotta Ottomano-Britannica riportò l'ordine nell'Isola, e costrinse I rivoltosi manioti a rientrare in patria. Nel 1856, tale Papulakis, predicava il pentimento e il ritorno agli "antichi usi dei padri", un messaggio simile ai Vecchi credenti russi e con seguaci nella penisola di Maina. Il movimento fu presto stroncato dall'esercito greco e il santone venne esiliato in un monastero sull'isola di Andros, dove morì poco dopo.
Nel 1866, una nuova rivolta scoppiò a Creta, e 2.000 Manioti affluirono sull'isola al commando di Dimitrios Petropoulakis. Anche stavolta, però, i Cretesi furono sconfitti e i Manioti rientrarono nella loro penisola.
All'inizio del XX secolo, la Grecia fu coinvolta nella cosiddetta Lotta macedone, un conflitto militare contro i rivoluzionari bulgari della Macedonia e le forze Ottomane ivi stanziate. Molti volontari manioti presero parte alle operazioni belliche; si ricordano, in particolare, gli esponenti delle famiglie Dritsakos, Koutsonikolakos, Kosteas, Georgopapadakos, Iliopiereas, Loukakos, Kyriakoulakos e Kalantzakos.
I Manioti presero parte anche alle successive guerre in cui fu coinvolta la Grecia: le Guerre balcaniche, la prima guerra mondiale e la Guerra greco-turca (1919-1922). La partecipazione dei contingenti manioti a questi conflitti sotto le insegne di Re Costantino I di Grecia, crearono forti sentimenti monarchici e lealisti. Per questo motivo, molti Manioti si mantennero fedeli a Costantino durante lo Scisma nazionale.

### La Maina durante la II guerra mondiale

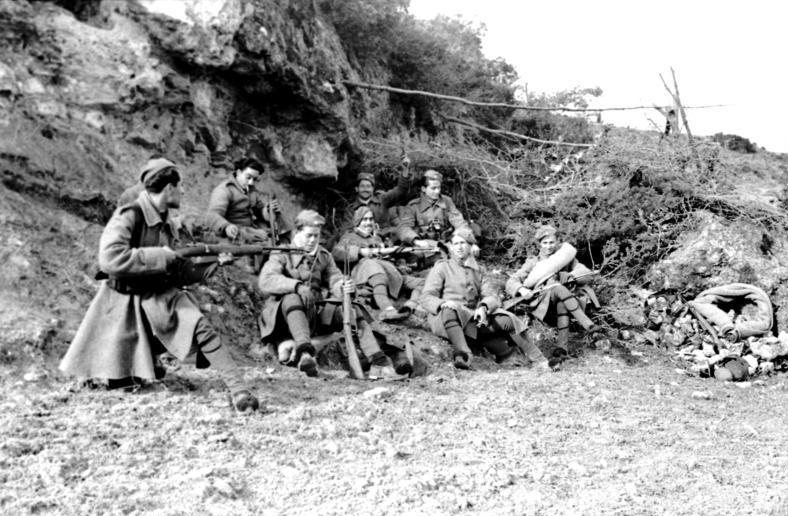
Alcuni uomini del Battaglione di sicurezza in una foto d'archivio della Wehrmacht.

Durante la seconda guerra mondiale, i manioti contribuirono significativamente, come accennato, allo sforzo militare greco. Uno dei leader dell'opposizione greca all'invasione italiana fu il Colonnello Konstantinos Davakis, maniota. Davakis, al commando del Reggimento del Pindo, sconfisse la Brigata Julia nella battaglia del Pindo (28 ottobre - 13 novembre 1940), nonostante la superiorità d'armamento degli Italiani.
Più tardi, la Royal Navy britannica sconfisse la Regia Marina italiana nella battaglia di Capo Matapan (27-29 marzo 1941) al largo del maniota capo Tenaro. Durante l'invasione tedesco-italiana la Grecia fu divisa in zone di occupazione italiane, tedesche e bulgare; subito la Maina rivisse il ruolo storico di rifugio per i greci riottosi al dominio straniero. La penisola maniota divenne una roccaforte del Battaglione di sicurezza, una formazione di estrema destra creata dal governo fantoccio di Iōannīs Rallīs, favorita dal sentimento anticomunista dei Manioti.
I Tedeschi e gli Italiani lasciarono la Grecia nel 1944, e subito divampò la guerra civile greca. Le armate dell'ELAS, e del DSE, combatterono per cinque anni contro i monarchici e i lealisti governativi che si riconoscevano nell'esercito regolare. La Maina non si riprese per decenni dalle due guerre, e molti giovani emigrarono verso Atene o verso gli Stati Uniti d'America e l'Australia.
Soltanto negli ultimi decenni lo spopolamento della penisola si è interrotto, e si assiste a un leggero aumento della popolazione nei centri geograficamente più favoriti, grazie alla riscoperta turistica della penisola.

## Il dialetto maniota
Il dialetto greco della Maina (Μανιώτικη διάλεκτος) è caratterizzato dal mancato iotacismo nella pronuncia di (/Υ/, /υ/, /οι/). “Il Greco antico υ and οι sono diventati /i/ in pressoché tutte le varietà del Greco moderno, tuttavia, un numero di aree (inclusa la Maina) mantengono (/Υ/, /υ/, /ου/) ”, più una palatalizzazione velare. Altra caratteristica tipica è la caduta della /s/, /Σ/, /ς/, in finale di parola, sia nel dialetto maniota sia nel derivante dialetto di Cargese (Corsica) e condivide caratteristiche del vocabolario, della fonologia e della grammatica con il dialetto zaconico.
Il mantenimento della pronuncia antica della /υ/, è una caratteristica molto arcaica del dialetto maniota (e dello Zaconico), che alcuni riconducono alla posizione di tali idiomi ai margini dell'area arvaniticofona, e che distingue, infatti, anche i dialetti di Kimi, Egina, Megara, e il Vecchio Ateniese. Lo Zaconico, in particolare, è generalmente ritenuto il solo idioma Greco moderno che non discende dall'antica Koinè. Una delle conclusioni più plausibili è che le sopra indicate “oasi” linguistiche (in buona parte oggi estinte), siano le rimanenze di un'ampia area continua dove si parlava un dialetto greco più arcaico del Greco bizantino derivato dalla Koinè e che ha poi dato origine al Greco moderno, e che è stata interrotta dall'afflusso degli Arvaniti nel Medioevo.
Tutte le varietà di Greco moderno presentano consonanti velari prima delle vocali frontali e della /j/. Una ben conosciuta caratteristica delle parlate meridionali è l'estrema palatalizzazione e affricamento delle consonanti velari in queste posizioni: per esempio, /k, ɡ, x, ɣ/ diventano prima di /i, e, j/ ([tɕ], [dʑ], [ɕ], [ʑ]) o ([tʃ], [dʒ], [ʃ], [ʒ]). Ciò accade particolarmente nel Cretese e nel Cipriota; ma anche nel Dialetto maniota che presenta anche altre caratteristiche comuni con quello di Creta.

### Esempi

Nella mappa è evidenziata la distribuzione sul territorio greco del dialetto maniota

‘'’(a sinistra dialetto maniota, a destra greco moderno):'’'
- Κιχάμο - Εκεί
- Δοχάμο - Εδώ
- Τσαι - Και
- Ουτό/ς - Αυτό/ς
- Τήνο/ς - Εκείνο/ς
- Αλαργάρου - Μακριά
- Μπαούρδα - Πολύ ανoιχτό
- Σαλιγόρο - Σαλιγκάρι
- Ζατί - Γιατί
- Τίποτα/Τσίπτα - Τίποτε
- Τσιούτα - Κοίτα
- Γιάλεχτο - Διάλεκτο
- Παντέχου - Ελπίζω
- Περιγιάλη - Παραλία
- Σαρώνω - Σκουπίσω
- Ντάσκα - Τσάντα/Σακούλα
- Καφός - Αδελφός

Frasi:
Τσι φιάνεις; - Τι κάνεις/Πως είσαι;
Τόσιε αλαργάρου ενάϊ; - Τόσο μακριά είναι;

## Economia
Non esistono molte informazioni sull'economia della Maina sotto gli ottomani, fino alle prime informazioni riferite dagli osservatori stranieri nel XVII e nel XVIII secolo. Nella Maina esterna, vi erano, ai tempi, olivi in gran numero, ma soltanto dalla fine del XVIII secolo appaiono nel Mesa Mani. Le esportazioni dalla Maina esterna includevano anche legno di pino e trementina, e un agente tannico noto come prinokoki, un colorante naturale rosse porpora. Il versante Nord occidentale del Mesa Mani era ricco in piante di gelso e produceva seta. Anche il miele era riconosciuto come di qualità superiore. Ma una parte importante dell'economia locale era la pirateria. Oggi le principali voci dell'economia regionale sono l'agricoltura e il turismo.

## Cultura di massa

### Danze
Esistono due danze tipiche della Maina: il Palio Maniatiko (che significa “Vecchio Maniota”) e il Maniatiko (moderno). Il Palio Maniatiko esiste soltanto nella Penisola ed è descritto come danza molto arcaica. Il Maniatiko moderno è la versione corrente del Palio Maniatiko e incorpora aspetti del Kalamatiano (la danza tipica di Calamata e della Messenia).

### Pirateria
Una parte della cultura Maniota tradizionale coinvolgeva la pirateria. I Manioti erano famosi e temuti pirati, le cui navi dominavano le coste del Peloponneso meridionale. Le origini della vocazione alla pirateria si riconducono alla povertà di risorse naturali del suolo. I Manioti stessi consideravano la pirateria una risposta legittima alla povertà della Penisola cui erano stati costretti dall'occupazione ottomana della Grecia. I raid dei pirati non erano impediti dai sacerdoti della locale Chiesa ortodossa, i quali piuttosto benedicevano le navi prima delle spedizioni, e talora ve li accompagnavano addirittura. Molti pirate venivano dal Messa Mani. Le principali vittime dei manioti erano gli ottomani, ma i pirati non disdegnavano di attaccare le navi dei più potenti paesi europei.

### Superstizioni
Le tradizioni maniote sono ricche di superstizioni popolari. I Manioti credevano nelle streghe, nei demoni, nei vampiri, e nei fantasmi. Quando Henry Herbert, III conte di Carnarvon, visitò la Maina nel 1839, egli trovò un uovo fresco a lato della strada che stava percorrendo e lo offrì a uno degli armigeri manioti che lo scortavano, il quale declinò l'offerta perché si poteva sospettare fosse stato stregato da una strega per costringerlo a sposarla. Era diffusa la credenza che esistessero aree infestate dai demoni.

### Le “vendette”
Un altro aspetto importante della cultura tradizionale maniota era la “vendetta” (detto in italiano, ma con il significato, piuttosto, di faida). Le faide frequentemente affliggevano la Maina. Usualmente, la decisione di avviare una faida era presa da un consiglio di famiglia. Lo scopo tipico della “vendetta” era l'annientamento completo della famiglia avversaria. Le famiglie coinvolte si chiudevano nelle loro torri e ne uscivano soltanto quando potevano fruire di possibilità di attacco favorevoli. Le altre famiglie del villaggio normalmente si tenevano alla larga dal conflitto, chiudendosi anche loro nelle proprie case-torri, onde evitare di esserne coinvolte.

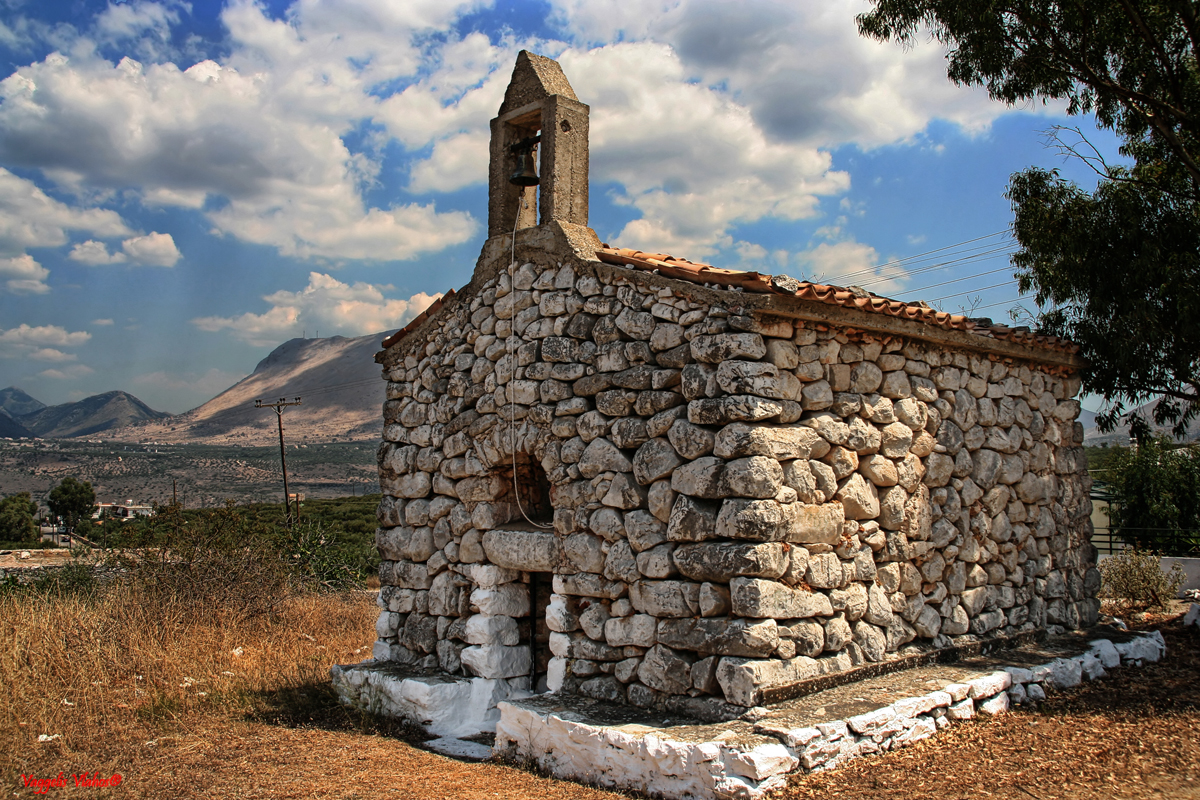
Un'antica chiesetta rurale nella Maina

Alcune faide si prolungarono per mesi, e talvolta per anni. Nelle “vendette” le famiglie potevano anche stabilire una “treva” (tregua, anche in questo caso un termine evidentemente di origine italiana). Ciò accadeva, per esempio, in occasione di cerimonie religiose di particolare importanza o per la raccolta o la semina. Al termine della “treva” le uccisioni erano immediatamente di nuovo legittimate. Le faide terminavano soltanto con lo sterminio complete di una delle famiglie o con l'abbandono del villaggio dei superstiti. Le faide terminavano, o meglio venivano sospese, in occasione delle ricorrenti invasioni turche. La tregua generale più lunga fu dichiarata nel 1821 per la guerra di liberazione contro l'Impero Ottomano; ma le “vendette” ripresero normalmente al termine del conflitto, negli anni '30 dell'Ottocento, anche quando il Consiglio di Reggenza tentò di demolire le Torri e fermare il fenomeno. Oggi le faide sono completamente cessate, ma una delle ultime “vendette” richiese l'intervento dell'esercito greco, con l'artiglieria da campo, per supportare le operazioni di polizia finalizzate alla repressione della faida.

## Etnologia

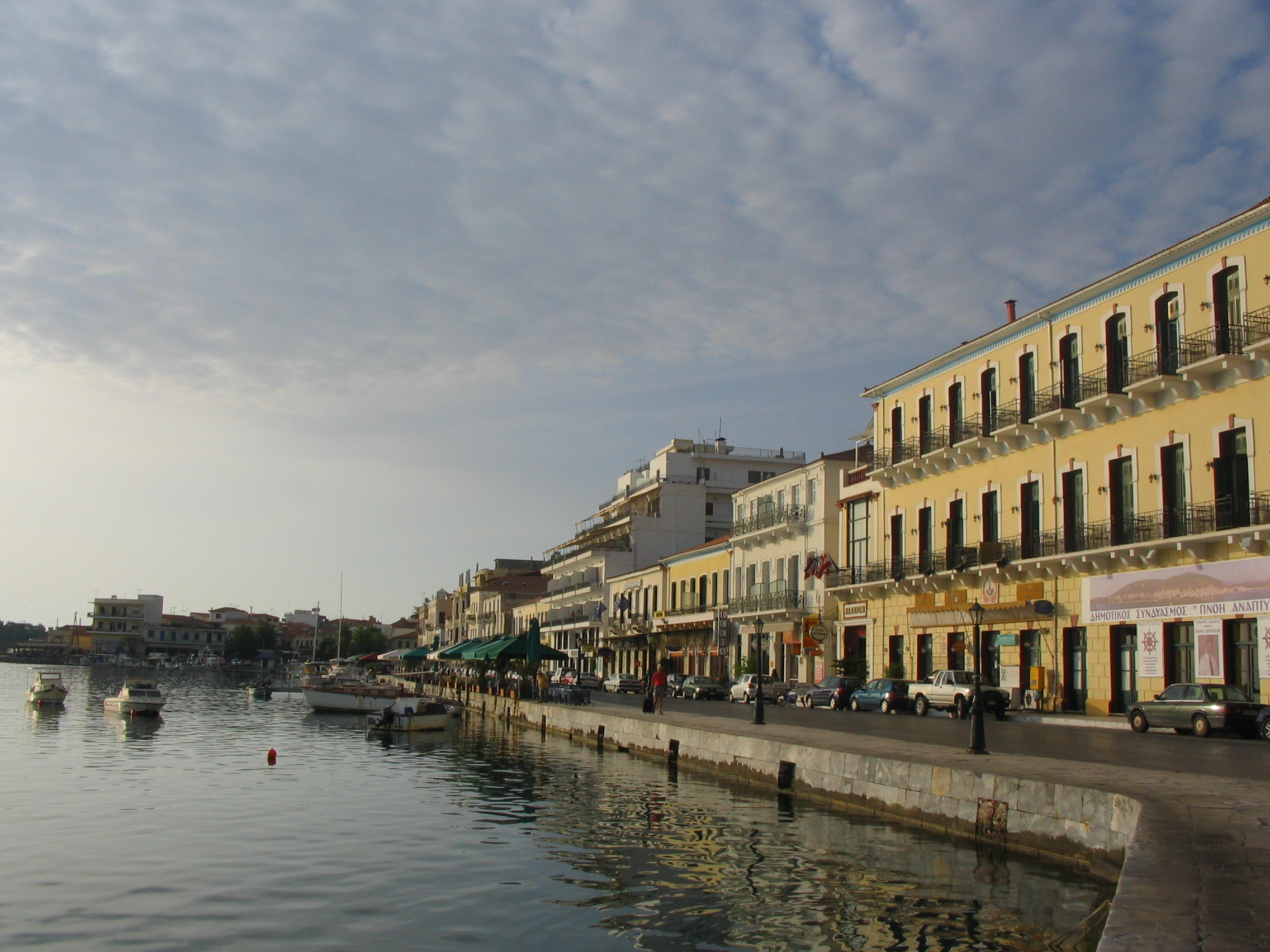
Veduta della passeggiata di Gytheio, il più grande centro urbano della Maina.

Secondo l'opinione corrente, i manioti sono i discendenti degli antichi Spartani. Dopo la conquista romana della Laconia, molti dei cittadini leali alle leggi di Licurgo decisero di ritirarsi sulle montagne del Taigeto e della Maina per sottrarsi al dominio romano e alle sue leggi. Kassis riferisce anche che i matrimoni fra manioti e non-manioti erano estremamente rari fino al XX secolo.
Al fondo spartano, nel IV secolo si aggiunsero apporti eterogenei provenienti da diverse parti della Grecia, in occasione delle invasioni barbariche. Lo stesso accadde più tardi, nel VII-VIII secolo, quando la Grecia fu invasa da Avari e Slavi.
Come già esposto nella sezione storica, Costantino Porfirogenito testimonia espressamente che i Manioti non furono mai conquistati dagli Slavi, e che discendono dagli antichi “Romei”.
Lo storico David Howarth scrive: I soli Greci che abbiano un'ascendenza ininterrotta sono i pochi, piccoli clan come quelli dei Manioti, tanto fieri, e ritirati in luoghi così inaccessibili, che gli invasori lasciavano in pace.

## Turismo

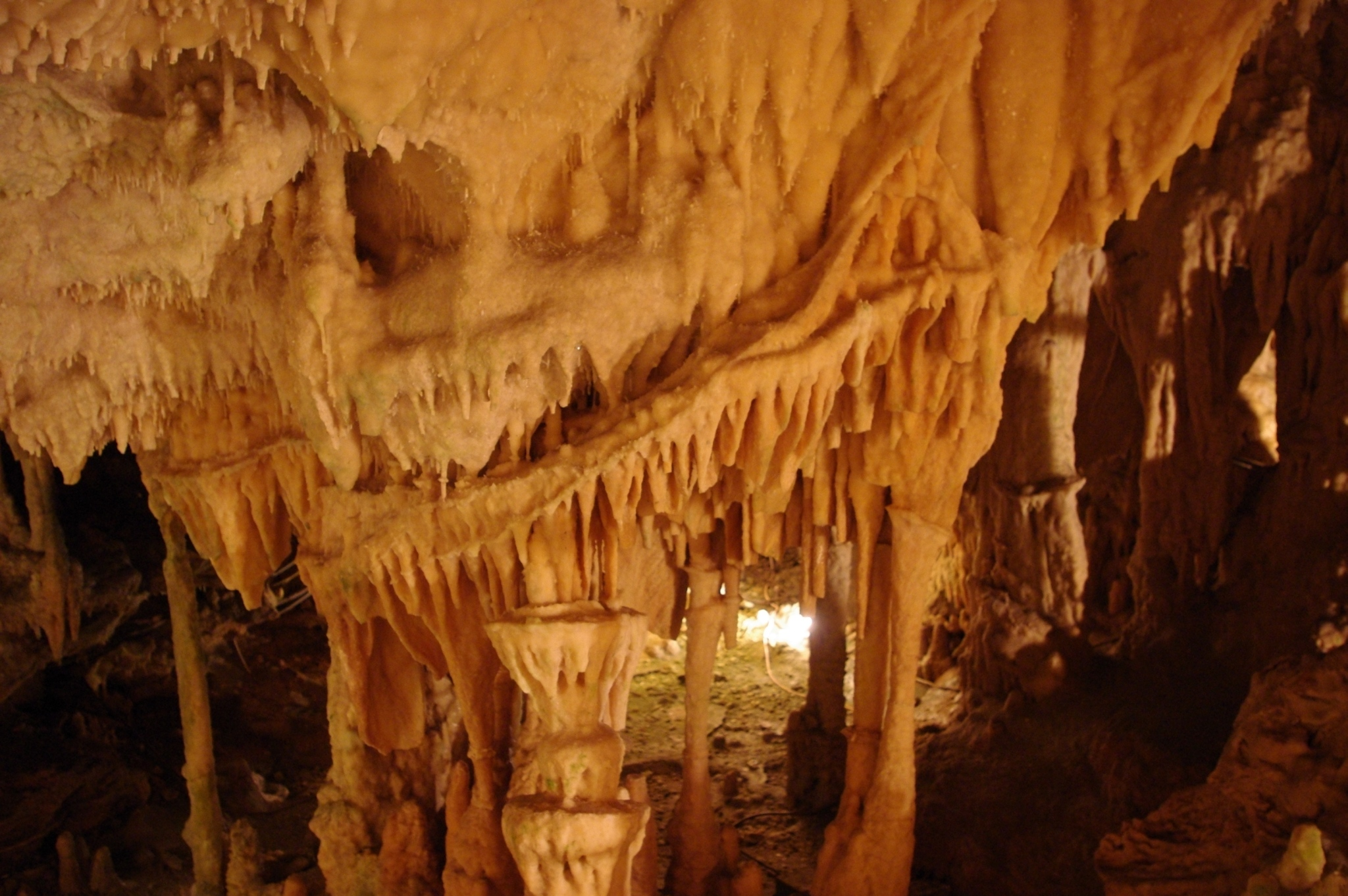
Le grotte di Pyrgos Dirou

Importanti località turistiche testimoniano, nella Maina odierna, del ritrovato entusiasmo per i profili di alto interesse storico e ambientale della Penisola: a partire dal porto di Oitylos, sotto Areópoli, fino alla più settentrionale Stoupa, nella parte più assolata della Maina.
Molto note anche sono le grotte di stalattiti di Pirgos Dirou, parzialmente sommerse da acqua marina, così come il paesino di Vathia, con le sue torri ben restaurate.
Una delle località più antiche della penisola è Kardamili, citata fin nel poema omerico Iliade.